# Catedral de Santiago de Compostel·la
La catedral de Santiago de Compostel·la, coneguda també històricament com a Catedral de Sant Jaume de Galícia, (en gallec catedral de Santiago de Compostela) està situada a la Praza do Obradoiro de la ciutat de Santiago de Compostel·la, al centre de la província de la Corunya, a Galícia. Acull el que, segons la tradició, és el sepulcre de l'apòstol sant Jaume, i això va convertir el temple en un dels principals destins de pelegrinatge d'Europa durant l'edat mitjana mitjançant l'anomenat Camí de Sant Jaume, una ruta iniciàtica en què se seguia les petjades de la Via Làctia comunicant la península Ibèrica amb la resta del continent. Això va ser determinant perquè els regnes hispànics medievals participessin en els moviments culturals de l'època. Actualment continua sent un important destí de pelegrinatge. Un privilegi concedit el 1122 pel papa Calixt II va declarar que serien «Any Sant Jubilar» a Compostel·la, tots els anys en què el dia 25 de juliol, dia de Sant Jaume, coincidís amb diumenge. El papa Alexandre III el va confirmar en la butlla Regis aeterni del 1179.

El nucli antic de Santiago de Compostel·la és Patrimoni de la Humanitat per la UNESCO des de 1985. Segons la pàgina web d'aquesta organització:
| « | Seu d'un dels més cèlebres llocs de pelegrinatge de la cristiandat i símbol de la lluita dels cristians espanyols contra l'islam, aquesta ciutat del nord-oest d'Espanya va ser arrasada pels musulmans a la fi del segle x. Completament reconstruïda al segle següent, Santiago de Compostel·la és una de les zones urbanes de més gran bellesa del món, realçada per monuments romànics, gòtics i barrocs. Els més antics es concentren al voltant de la catedral, tomba de l'apòstol sant Jaume, a la qual s'accedeix pel magnífic Pòrtic de la Glòria. | » |

## Història

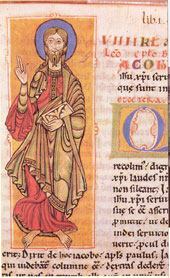
Còdex Calixtinus, Foli 4t, apòstol sant Jaume.

Segons la llegenda, l'apòstol sant Jaume el Major va dur el cristianisme als celtes de la península Ibèrica. L'any 44 va ser decapitat a Jerusalem. Les seves restes van ser portades posteriorment a Galícia en una barca de pedra. Arran de les persecucions romanes dels cristians d'Hispània, la seva tomba va ser abandonada al segle tercer. Sempre segons la llegenda, aquesta tomba va ser descoberta l'any 814 per l'ermità Pelai (Pelagius), després de veure llums estranyes al cel nocturn. El bisbe Teodomir d'Iria va reconèixer aquest fet com un miracle i n'informà el rei Alfons II d'Astúries i Galícia (791-842). El rei va ordenar la construcció d'una capella al lloc. Diu la llegenda que el rei en va esdevenir el primer pelegrí. Això va ser seguit per una primera església l'any 829 i una altra el 899, església preromànica, per ordre del rei Alfons III d'Astúries, fent-ne gradualment un important lloc de peregrinació. L'any 997 aquesta església primitiva va ser reduïda a cendres per Almansor (938-1002), comandant de l'exèrcit del califa de Còrdova. Les portes i les campanes, portades per captius cristians a Còrdova, es van afegir a la mesquita Aljama. Quan Còrdova va ser presa pel rei Ferran III de Castella el 1236, aquestes mateixes portes i campanes van ser transportades per presoners musulmans a Toledo, i s'inclogueren a la catedral de Santa Maria de Toledo.
La construcció de la catedral actual va començar el 1075 sota el regnat d'Alfons VI de Castella (1040-1109) i el patrocini del bisbe Diego Peláez. Va ser construïda segons el mateix plànol que l'església de maons monàstica de Sant Serni de Tolosa, probablement l'edifici romànic més gran de França. El temple va ser construït sobretot en granit. La construcció es va aturar diverses vegades i, segons el Liber Sancti Iacobi, l'última pedra fou col·locada el 1122 i la catedral va ser consagrada el 1128. Segons el Còdex Calixtinus, els arquitectes eren «Bernard el Vell, un mestre meravellós», el seu ajudant Galperinus Robertus i, més tard, possiblement, «Esteban, mestre de les obres de catedrals». En l'última etapa «Bernard, el jove» que possiblement era fill d'Esteban, va acabar l'edifici, mentre que Galperinus era a càrrec de la coordinació. També va construir una font monumental al davant de la portada septentrional el 1122.
L'última etapa de construcció comença quan el 1168 el capítol encarrega al Mestre Mateo la cripta i el Pòrtic de la Glòria i la catedral és definitivament consagrada el 3 d'abril de 1211 per l'arquebisbe Pedro Muñiz i en presència del rei Alfons IX de Lleó.
L'església va esdevenir seu episcopal el 1075. Va continuar creixent en importància com a lloc de peregrinació i aviat es va consolidar com a seu arquebisbal pel papa Calixt II el 1120. L'any 1495 s'hi va afegir una universitat.
La catedral fou embellida i ampliada entre el segle xvi i el segle xviii.

### Descobriment del sepulcre

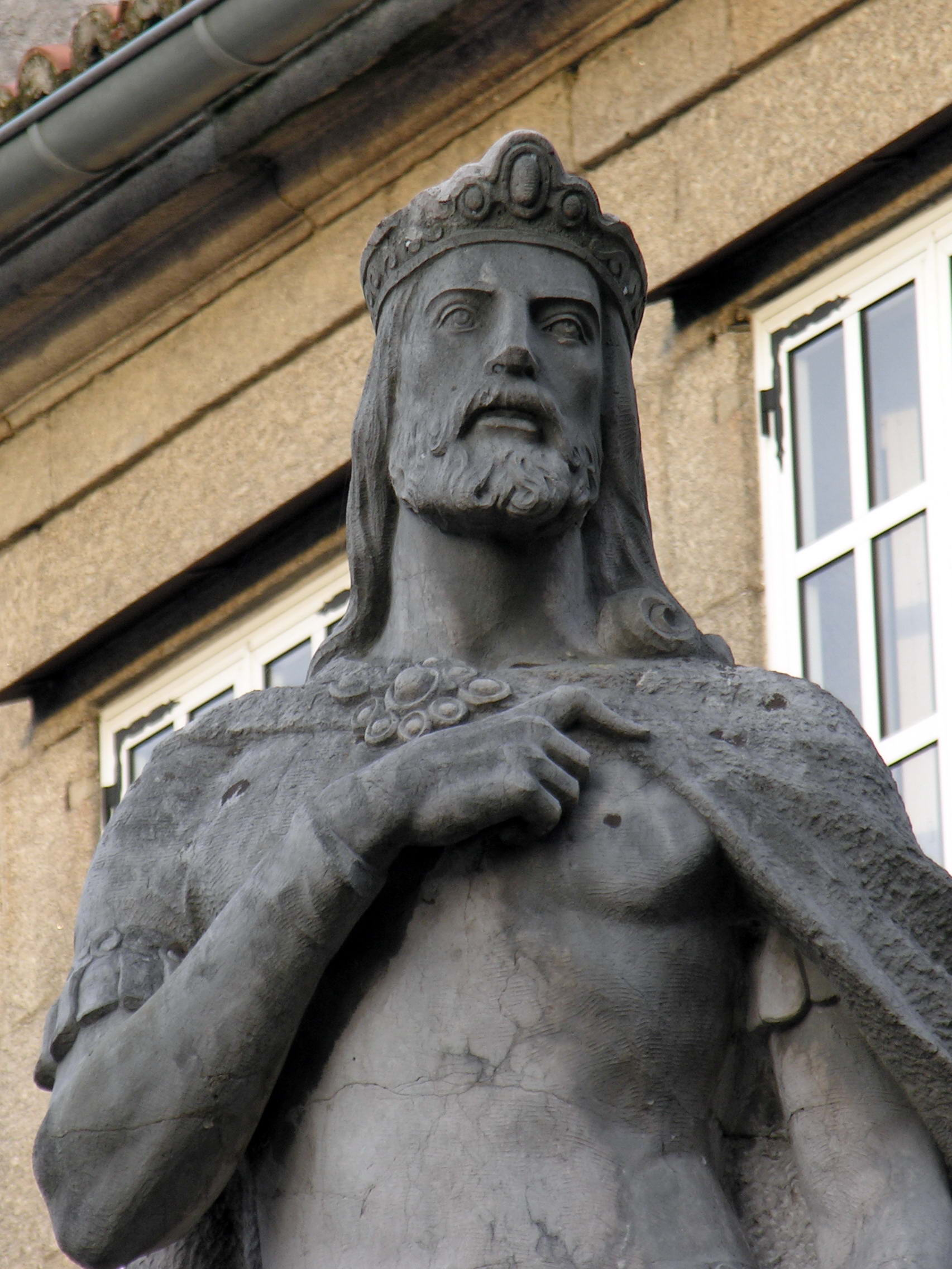
Alfons II d'Astúries, primer rei que va pelegrinar a Santiago de Compostel·la i hi va fer construir la primera basílica

Els orígens del culte a sant Jaume a Gallaecia romanen en l'obscuritat dels temps. A la fi del segle vii es difon al nord-oest de la península Ibèrica la llegenda que sant Jaume el Major havia estat enterrat en aquestes terres, després d'evangelitzar-les. Aquesta idea és recollida a la península pel tractat D'ortu et obitu Patrum, d'Isidor de Sevilla i a Anglaterra pel bisbe Adhelmo de Malmesbury.
Així vuit segles després de la mort de l'apòstol sant Jaume, l'any 813, un ermità anomenat Pelai o Pelagius va veure unes llums en les proximitats de la població de la parròquia de San Félix de Lovio, així com ho van veure d'altres fidels. L'hi va comunicar el fet al bisbe Teodomir, bisbe d'Iria Flavia (a prop de Padrón). Després d'uns dies de dejuni, el bisbe i acompanyants van anar al lloc i van descobrir entre les bardisses, un monument fet de lloses de marbres, no van tenir cap dubte que es tractava del sepulcre de l'apòstol i de dos dels seus deixebles, Atanasi i Teodor. El bisbe va comunicar la troballa al rei d'Astúries Alfons II el Cast, el qual va viatjar amb la seva cort, al lloc i va donar terres prop del sepulcre al bisbe, manant edificar una petita església.

### Església primitiva

Fotos de la catedral de Sant Jaume de Compostel·la

Després d'unes excavacions fetes l'any 1878 sota l'absis de la catedral dirigides per l'historiador Antonio López Ferreiro i sent arquebisbe de Compostel·la Miquel Payà i Rico, es van descobrir els fonaments del primitiu sepulcre, anomenat «Arca Marmàrica de Santiago», amb restes d'un altar que constava d'una llosa llisa sobre un fust de pedra també llis. Presentava una planta d'uns vuit metres de costat, amb un altre cos central, més petit rectangular, construït per grans carreus de pedra i els murs exteriors estaven fets en maçoneria. Tenia un pòrtic amb columnes i paviment amb lloses de granit, també una orla de mosaic romà envoltava la tapa del sepulcre. L'església que va manar construir Alfons II el Cast va respectar l'antiga cel·la del sepulcre, es van derrocar les columnes i es va construir un mur a prop de l'arca marmòria en forma de nau amb un petit absis i finalment es va cobrir tot amb una sostrada de fusta.

### Església preromànica
Durant el regnat d'Alfons III d'Astúries, davant del nombre creixent de pelegrins i de les petites dimensions de l'església, es va decidir la construcció d'una altra de preromànica més àmplia que l'anterior. Es va executar amb una planta de tres naus, quedant íntegrament, en el seu presbiteri, l'antiga església. No es van tocar les sepultures de Sant Jaume i els seus deixebles, a la capçalera central es va col·locar l'altar dedicat al Salvador (Jesucrist) i a les absidioles laterals, a la dreta l'altar de Sant Pere i a l'esquerra el de Sant Joan. La consagració, amb gran ostentació, va tenir lloc al maig de 899 amb l'assistència de «la família reial, 17 bisbes, 14 nobles i més personatges». En un llibre de pergamí de la catedral es conserva l'escriptura de donació per part del rei Alfons III d'Astúries.
L'estiu del 997 va atacar Santiago de Compostel·la Almansor, el califa de Còrdova, després que, veient les seves intencions, el bisbe Pedro de Mezonzo evacués la ciutat. Almansor i les seves hosts musulmanes van cremar el temple preromànic dedicat a Sant Jaume, respectant el sepulcre. Això va permetre la continuïtat del Camí de Sant Jaume. Cap a l'any 1000 el temple fou reconstruït pel bisbe Pedro de Mezonzo.

### Església romànica

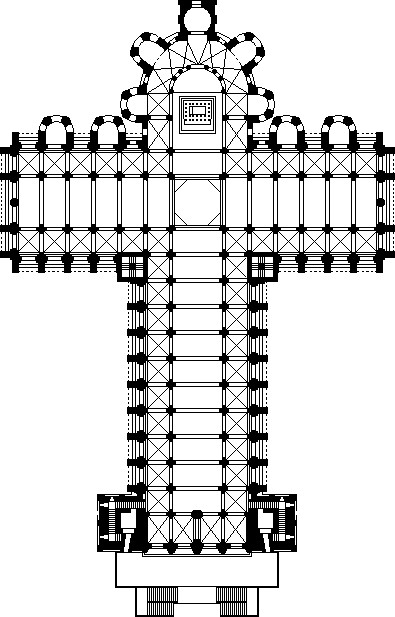
Planta de la catedral, reconstrucció hipotètica de com seria al, posteriorment ha estat molt modificada

El temple del segle x també va resultar insuficient per a les nombroses peregrinacions que acudien a Sant Jaume de Compostel·la. Sota l'impuls del rei Alfons VI de Castella i del bisbe Diego Peláez es va començar l'obra de la gran catedral romànica l'any 1075, a càrrec dels mestres d'obra Bernardo el Vell i el seu ajudant Galperinus Robertus amb mig centenar de picapedrers segons el Còdex Calixtinus. El bisbe Diego Peláez va ser destituït el 1088, parant-se les obres durant algun temps.
Cinc anys més tard, les obres estaven en marxa, impulsades per l'acabat d'anomenar administrador de la diòcesi, Diego Gelmírez, amb el suport del nou bisbe Dalmacio i Ramon de Borgonya. El 1101 abandonà la ciutat de Compostel·la el Maestro Esteban deixant completades les capelles del deambulatori i començades les obres de la porta de les Platerias. Des d'aquest moment, es van continuar amb regularitat els treballs, durant les dues primeres dècades del segle xii es van rematar els treballs dels braços del creuer el 1111, fins a la col·locació de l'última pedra, que, si atenem les indicacions del Codex Calixtinus, va haver de tenir lloc el 1122. Diego Gelmírez va ser nomenat bisbe el 1100 i primer arquebisbe de Compostel·la el 1120 fou la figura més important en la tasca d'impulsar l'activitat constructora a Santiago. Encara que la construcció es va aturar unes vegades, la gran quantitat d'almoines, va fer possible que torni al culte i que va ser consegrat 1128. L'any 1140 s'havien cobert sis trams de les naus, el Maestro Mateo es va fer càrrec de la direcció d'obres el 1168 quan va començar el pòrtic de la Glòria i encara que van continuar les obres fins part del segle xiii, es va consagrar la catedral definitivament el 1211.

### Pelegrinatge
Aproximadament des de 813, la notícia de la troballa de les relíquies de l'apòstol s'estén per tota l'Europa cristiana i sota la protecció del rei Alfons II d'Astúries, molt aviat, els pelegrins comencen a arribar al lloc, el denominat Campus Stellae, que degenerarà en el terme Compostel·la i que es va convertir progressivament en un centre de pelegrinatge amb la fundació d'un convent i diversos hostalatges a la mateixa ciutat. L'any 850 Godescalc, bisbe francès de Le Puy va pelegrinar al sepulcre i és considerat com el primer pelegrí estranger documentat.
Religiosos vinculats a Cluny van elaborar el Còdex Calixtinus i la Història Compostel·lana per l'arquebisbe Diego Gelmírez i els reis peninsulars van afavorir en tot el possible la constitució i projecció d'una xarxa de monestirs cluniacencs al nord de la Península i singularment prop del Camí de Sant Jaume, aconseguint amb això grans edificacions en estil romànic. El privilegi concedit, i confirmat pel papa Alexandre III, consisteix en el fet que l'any que el 25 de juliol, festa de Sant Jaume el Major, cau en diumenge es podrien guanyar a l'església de Compostel·la les mateixes gràcies que es donaven a Roma els anys jubilars, que allà acostumen a coincidir cada 25 anys. Es tracta de la butlla de concessió més antiga que es conserva, la Regis aeterni, datada el 1179. En aquesta butlla es confirma un privilegi donat pel papa Calixt II (1118-1124).

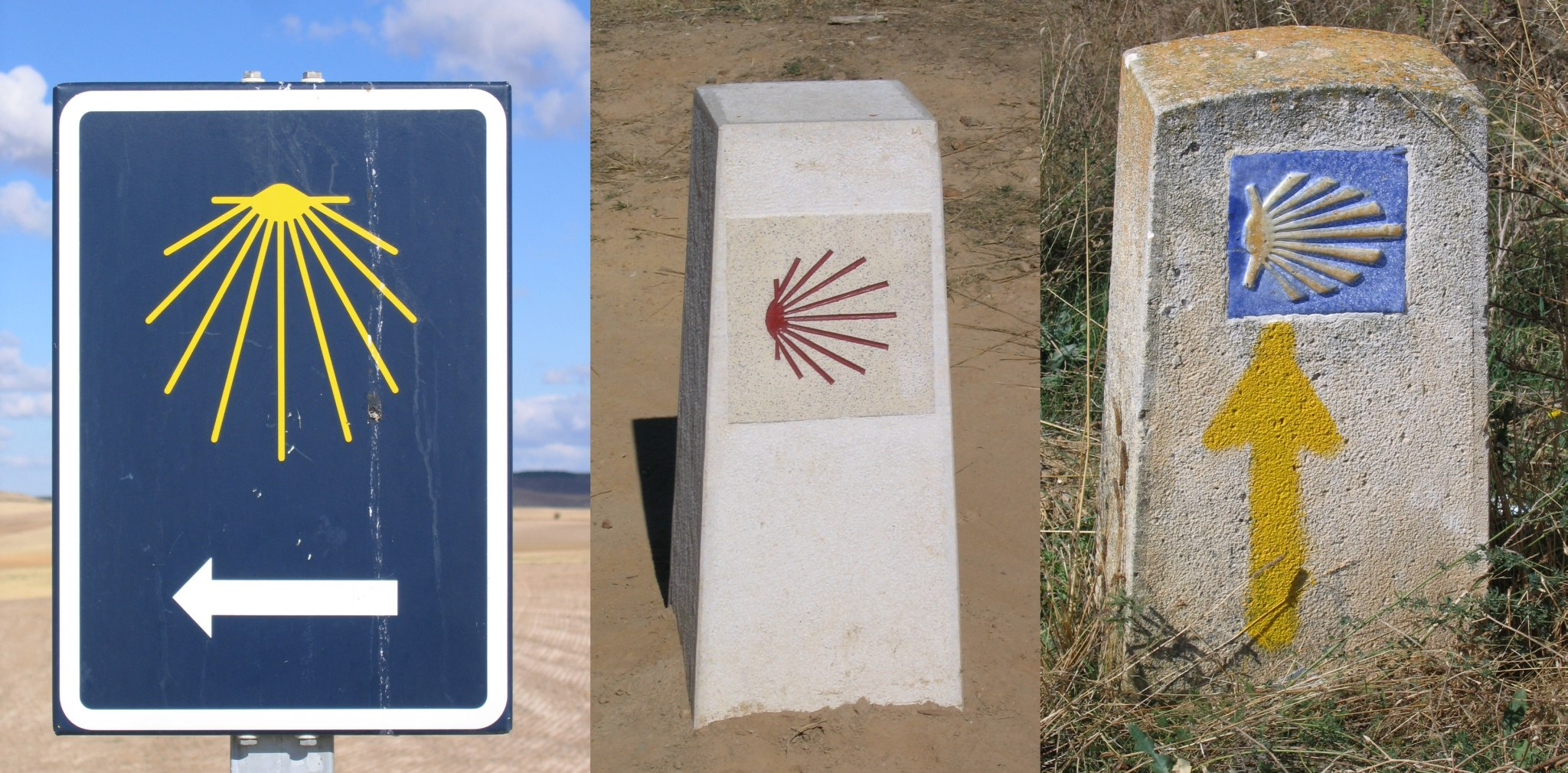
Diverses indicacions del Camí de Sant Jaume

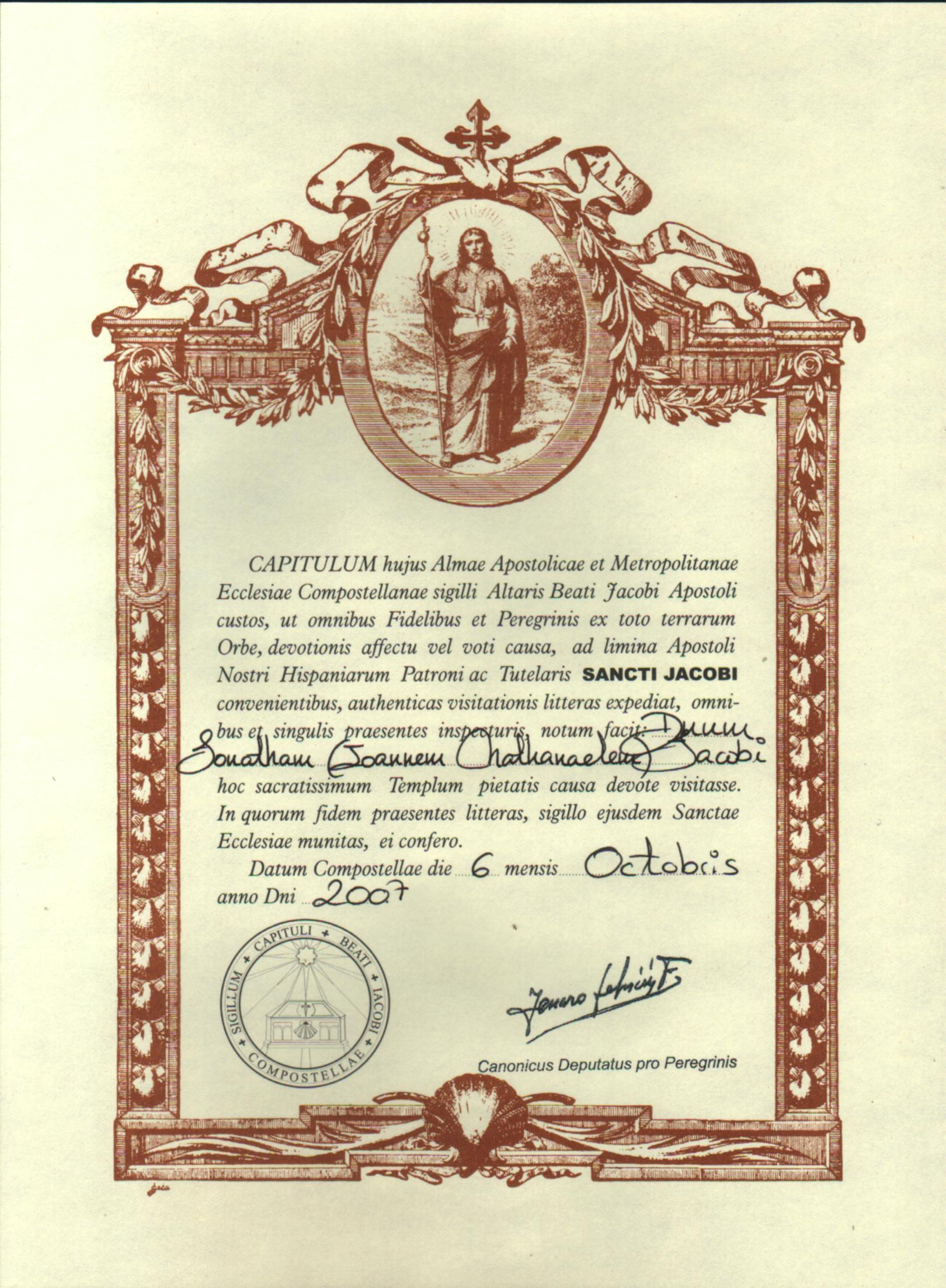
Certificat de «La compostel·la»

Després del segle xiv, es van produir moltes convulsions socials a Europa que desvien als pelegrins cap a altres destins. D'altra banda, la Reconquesta desplaça tota l'atenció econòmica i governamental dels regnes espanyols cap al sud. El Cisma d'Occident el 1378 agreuja i divideix la cristiandat. El segle xv tampoc no va ajudar a revitalitzar-la, ple d'esdeveniments desagradables al Vell Continent: guerres, fam, pesta i males collites. Així i tot, molts creients continuaven acudint fins a la tomba de l'apòstol per complir una penitència però, posteriorment, el Camí va caure en l'oblit: després de l'edat mitjana i moderna, el Camí perd importància. Des de l'Any Sant de 1993, el govern autònom gallec va decidir de potenciar el seu valor enfocat a un recurs turístic, obrint-lo a persones amb el perfil del pelegrí religiós tradicional; d'aquesta manera es va llançar una gran campanya de publicitat per al Compostel·là d'aquell any: «Xacobeo 93». Gràcies a aquest pla es van restaurar trams de la ruta i les infraestructures per a pelegrins. Hi van col·laborar les comunitats autònomes per les quals travessa el Camí de Sant Jaume. El camí està indicat per sagetes pintades de groc, pals i d'altres senyals. El 1993 fou declarat Patrimoni de la Humanitat per la UNESCO.
El sender de gran recorregut (GR) es divideix en trams pensats per a caminades de més de dues jornades. Unes marques de pintura blanca i vermella guien al caminant. Els pelegrins que arriben a Santiago de Compostel·la han de mostrar «la credencial» del camí, que demostrarà que l'han recorregut i s'han allotjat als llocs que aquesta mostra. («La credencial» és una llibreta de paper que es pot obtenir en alguns albergs i esglésies, serveix per a segellar-lo un parell de vegades al dia). «La Compostel·la» és un certificat expedit per les autoritats eclesiàstiques i donat als pelegrins quan acaben el seu recorregut a la catedral de Santiago. Per guanyar-la és menester haver recorregut un mínim de cent quilòmetres a peu o dos cents km si es va en bicicleta o a cavall. A l'edat mitjana, «la Compostel·la» era una mena d'indulgència, que permetia de reduir a la meitat el temps de l'ànima al purgatori. Malgrat tot, si aquesta havia estat obtinguda en un any sant compostel·là, s'obtenia la indulgència plenària.
Són nombroses les rutes de pelegrinatge compostel·là que al llarg dels segles es van crear. A Espanya comença en els ports de Somport (via de Tolosa) o de Roncesvalls (Navarra). Encara que els camins pels quals arriben els fidels a Santiago són molt nombrosos, un dels recorreguts més conegut, és el «Camí francès». Es tracta a més a més d'un camí viu al qual van es van afegir altres rutes que els nous i moderns pelegrins forgen cada any, aprofitant els traçats històrics als quals afegeixen noves rutes de singular encant. Els pelegrins van en augment any rere any.

## Exterior de la catedral
Cada una de les façanes forma amb les respectives places magnífics conjunts urbanístics. La de la plaça de l'Obradoiro va ser realitzada per Casas Novoa el 1740; també és barroca la de l'Azabachería, obra de Ferro Caaveiro i Fernández Sarela, modificada per Ventura Rodríguez; la de Platerías, construïda pel Maestro Esteban el 1103; i sobretot, el Pòrtic de la Glòria, obra cabdal de l'escultura romànica conclòs pel Maestro Mateo el 1188.

### Pòrtic de la Glòria

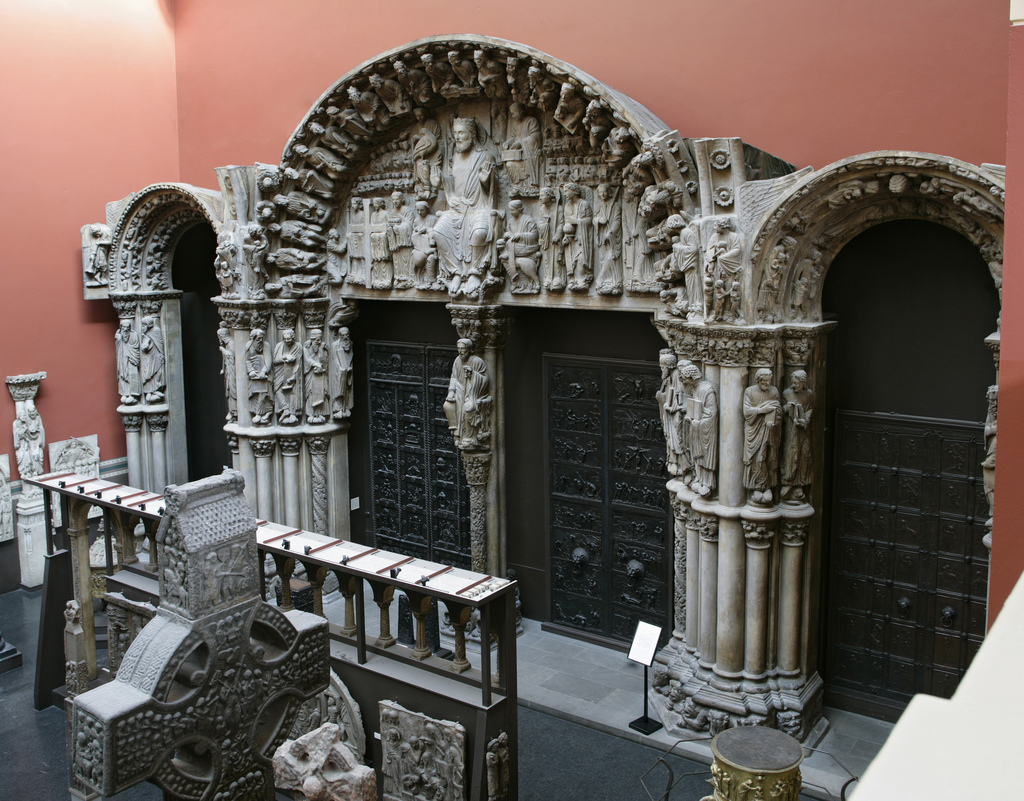
Maqueta del pòrtic de la Glòria al Victoria and Albert Museum de Londres

El pòrtic de la Glòria és un pòrtic d'estil romànic realitzat pel Maestro Mateo i el seu taller per encàrrec del rei Ferran II de Lleó, que va donar per això cent morabatins anuals, entre 1168 i 1188, data de la finalització que consta inscrita en la pedra. L'1 d'abril de 1188 es van col·locar les llindes del pòrtic i la conclusió del conjunt es va demorar fins a l'any 1211, en què es va consagrar el temple amb la presència del rei Alfons IX de Lleó.
El pòrtic es divideix en tres arcs de mig punt que es corresponen amb cada una de les tres naus de l'església, sostinguts per gruixuts pilars amb columnes adossades. L'arc central és el més gran (el doble que cada un dels laterals), és l'únic que té un timpà i és dividit per una columna central, el mainell, amb la figura de sant Jaume. Verticalment, la franja inferior està formada per les bases de les columnes, decorades amb animals fantàstics; la franja mitjana està formada per columnes que sustenten les estàtues adossades dels apòstols; i la superior pels arcs que coronen les tres portes. El conjunt escultòric pretén ser una representació iconogràfica de diferents símbols presos de l'Apocalipsi de sant Joan i d'altres textos de l'Antic Testament.

#### Timpà del pòrtic de la Glòria

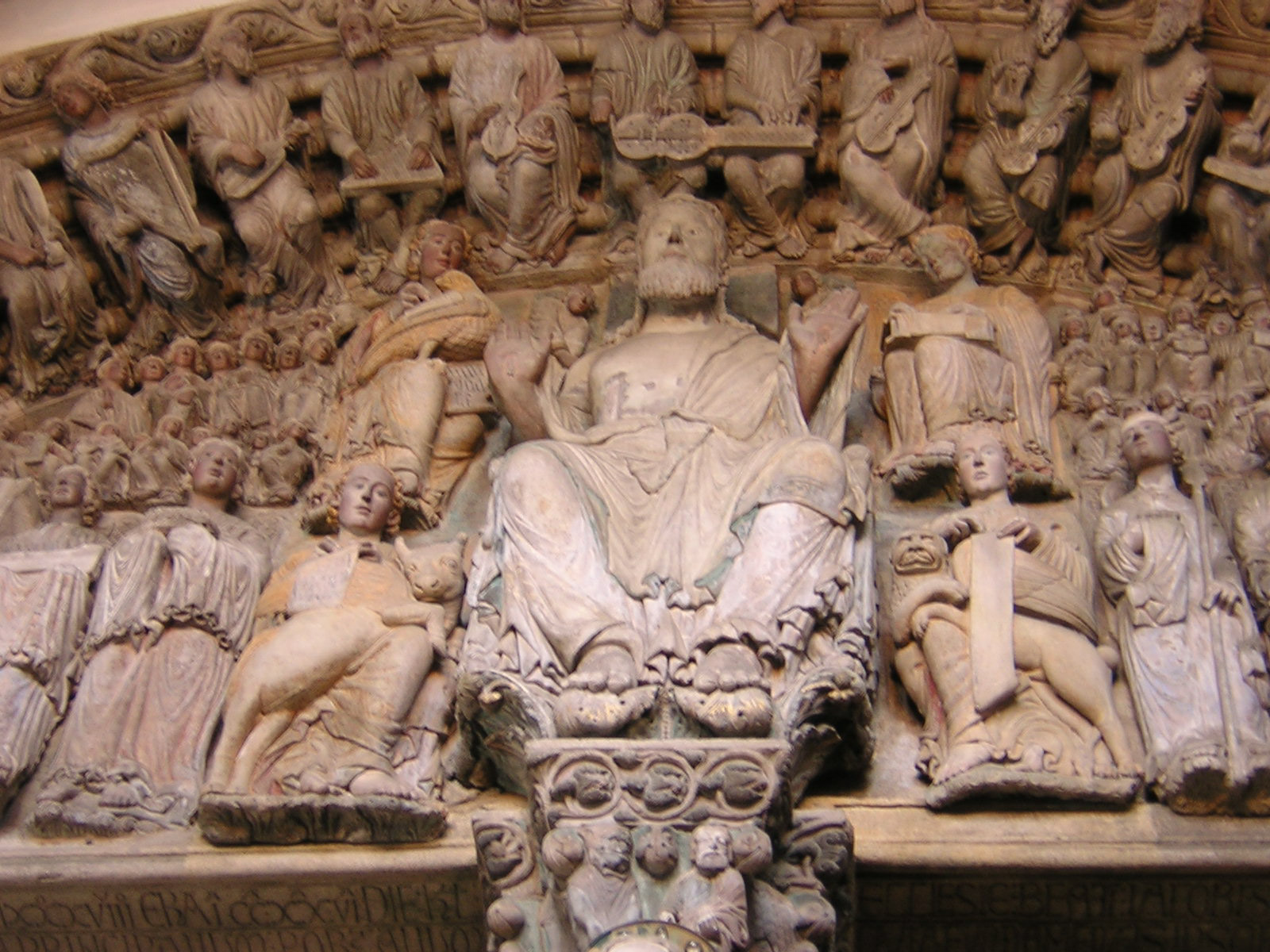
Pantocràtor del timpà del pòrtic de la Glòria

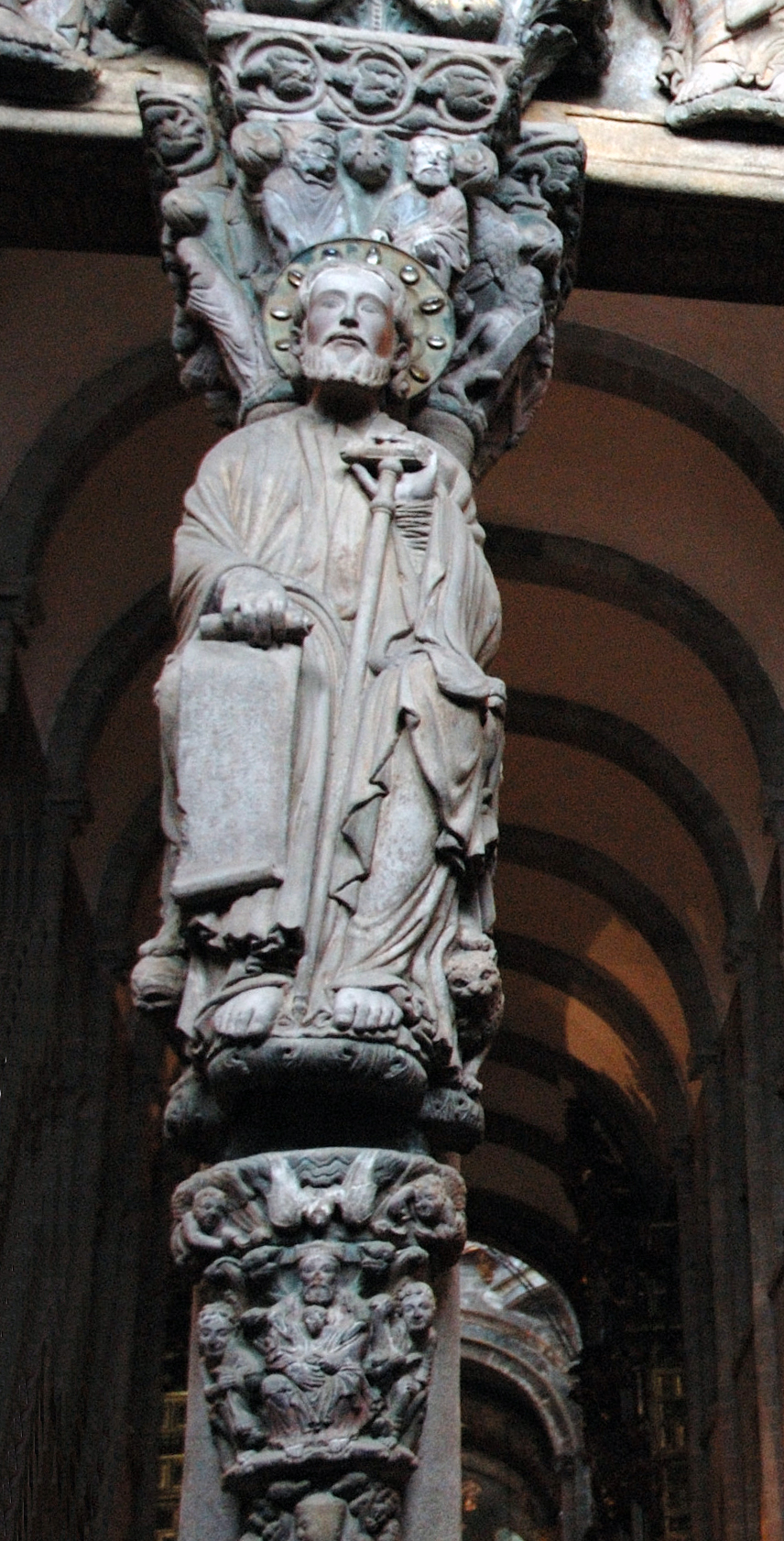
Mainell amb la figura de sant Jaume

La disposició del timpà està basada en la descripció de Crist que fa l'evangelista sant Joan a l'Apocalipsi. Al centre, es mostra el Pantocràtor, amb la imatge de Crist en Majestat, mostrant a les mans i als peus les ferides de la crucifixió. Envoltant Crist, el Tetramorf amb les figures dels quatre evangelistes amb els seus atributs: a l'esquerra, sant Joan i l'àguila a dalt, sant Lluc amb el bou a baix; i a la dreta, sant Mateu a dalt, i sant Marc i el lleó a baix.
Als dos costats dels evangelistes, darrere sant Marc i sant Lluc, apareixen quatre àngels a cada costat amb els instruments de la Passió de Crist. Uns porten, sense tocar-los directament, la creu i la corona d'espines (a l'esquerra) i la llança i els quatre claus (a la dreta), d'altres, la columna en la qual va ser assotat, la gerra amb la qual es va rentar Ponç Pilat. Sobre els caps d'aquests àngels, dos nombrosos grups d'ànimes dels benaurats, quaranta en total. A l'arquivolta del timpà central es troben asseguts els vint-i-quatre ancians de l'Apocalipsi, sostenint cada un instrument musical, com preparant un concert en honor de Déu.

#### Mainell
Al mainell hi ha la figura sedent de sant Jaume Apòstol amb el bastó de pelegrí, com a patró de la basílica. Sant Jaume apareix amb un pergamí on està escrit «Misit me Dominus» ('Em va enviar el Senyor'). Sobre el seu cap, la columna acaba amb un capitell on es representen les temptacions de Crist en tres cares; a la que mira cap a l'interior del temple, resen dos àngels agenollats. Al peu del sant, hi ha un altre capitell amb les figures de la Santíssima Trinitat. Sota l'apòstol es representa l'arbre de Jesé, nom que rep l'arbre genealògic de Jesucrist des de Jesé, pare del rei David. Aquesta és la primera vegada que es representà a la península Ibèrica aquest tema en la iconografia religiosa. La columna reposa sobre una base on hi ha una figura amb barba sobre el pit (potser una imatge de Noè) i dos lleons. Al peu d'aquesta columna central però a la part superior interior cap a l'altar major de la catedral, hi ha la figura agenollada del mateix Maestro Mateo, sostenint un cartell en què està escrit «Architectus». A aquesta imatge se la coneix popularment com a «Santo dos croques».

#### Brancals

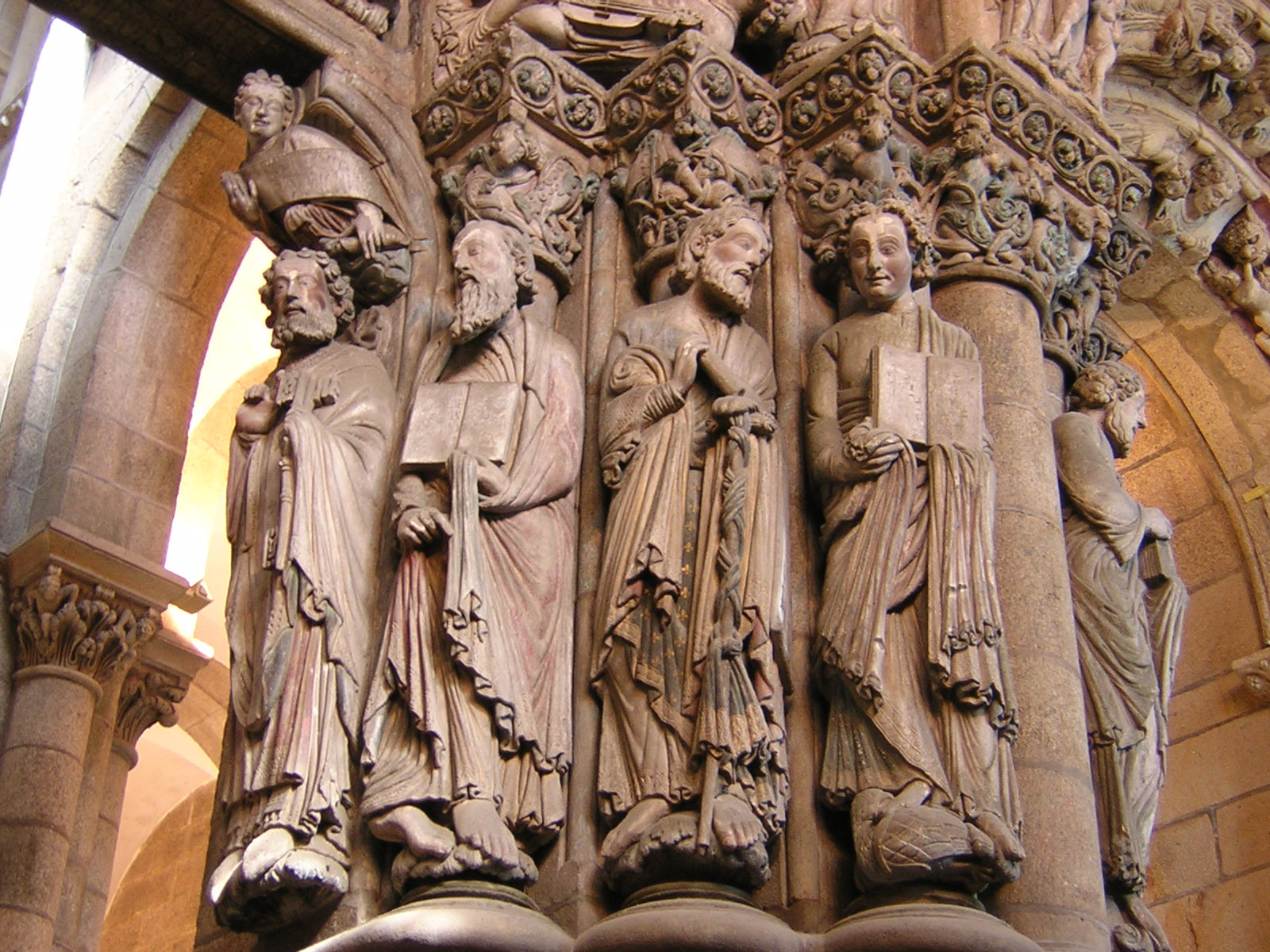
Apòstols d'un dels brancals del pòrtic

A les columnes de la porta central, així com a les dues portes laterals, apareixen representats apòstols, profetes i d'altres figures tots amb els seus atributs iconogràfics. Tots ells estan coronats amb el seu respectiu capitell on es representen diferents animals i d'altres caps humans amb motius de fulles. Tots es trobaven policromats i amb el seu nom inscrit als llibres o pergamins que sostenen a les seves mans.
Els quatre puntals del pòrtic estan sustentats sobre forts basaments on es representen grups de diversos animals i caps humans amb barba. Hi ha qui vol veure en aquestes figures imatges de dimonis, i que simbolitzen que el pes de la glòria (el pòrtic en aquest cas) esclafa al pecat. Altres fonts li donen una interpretació apocalíptica, amb guerres, fam i mort (representades per les bèsties), situacions que només es poden salvar gràcies a la intel·ligència humana (els caps dels homes ancians).

#### Portes laterals

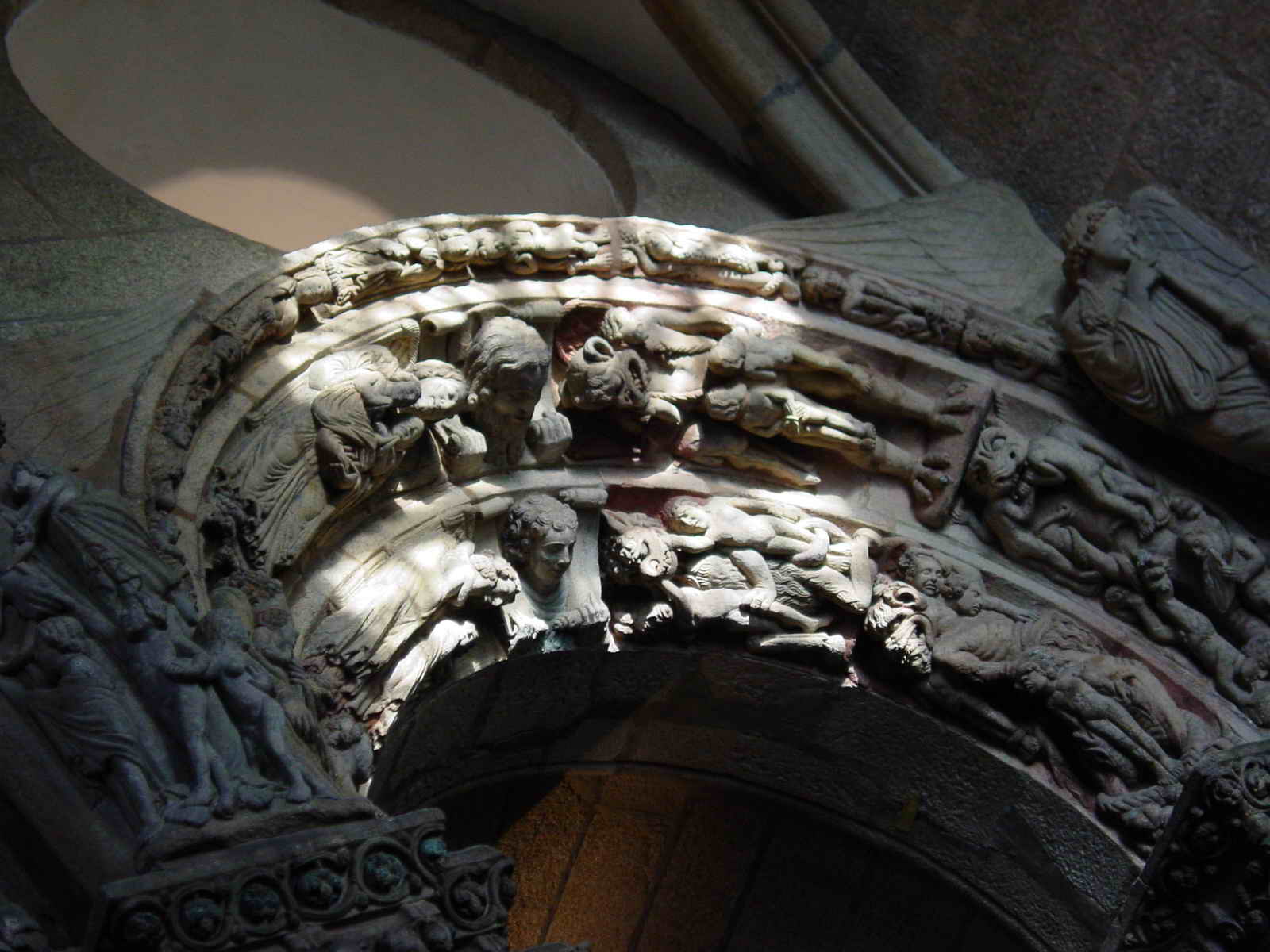
Arquivolta de porta dreta del Judici Final

L'arc de la porta dreta representa el Judici Final. La doble arquivolta està dividida en dues meitats per dos caps. Uns autors identifiquen aquests caps amb les figures de sant Miquel Arcàngel i Crist, per a altres són Crist-Jutge i un àngel, i finalment, d'altres fonts indiquen que representen Déu Pare i Déu Fill. A la dreta d'aquests caps apareix representat l'Infern, amb figures de monstres (dimonis) que arrosseguen i torturen les ànimes dels condemnats. A l'esquerra, el cel amb els escollits, amb figures d'àngels amb infants que simbolitzen les ànimes salvades.
L'arc de la porta esquerra es representen escenes de l'Antic Testament, amb els justos que esperen l'arribada del Salvador. Al centre de la primera arquivolta, està Déu creador, que beneeix el pelegrí i sosté el llibre de la Veritat Eterna; i a la seva dreta Adam (nu), Abraham (amb l'índex aixecat) i Jacob. Amb aquests hi ha dues figures més que podrien ser Noè (nou pare de la humanitat per salvar-la del diluvi) i Esaú o amb Isaac i Judà. A l'esquerra de Déu veiem Eva, Moisès, Aaron, David rei i Salomó. A la segona arquivolta, la superior, deu petites figures representen les dotze tribus d'Israel.

### Façana de l'Obradoiro

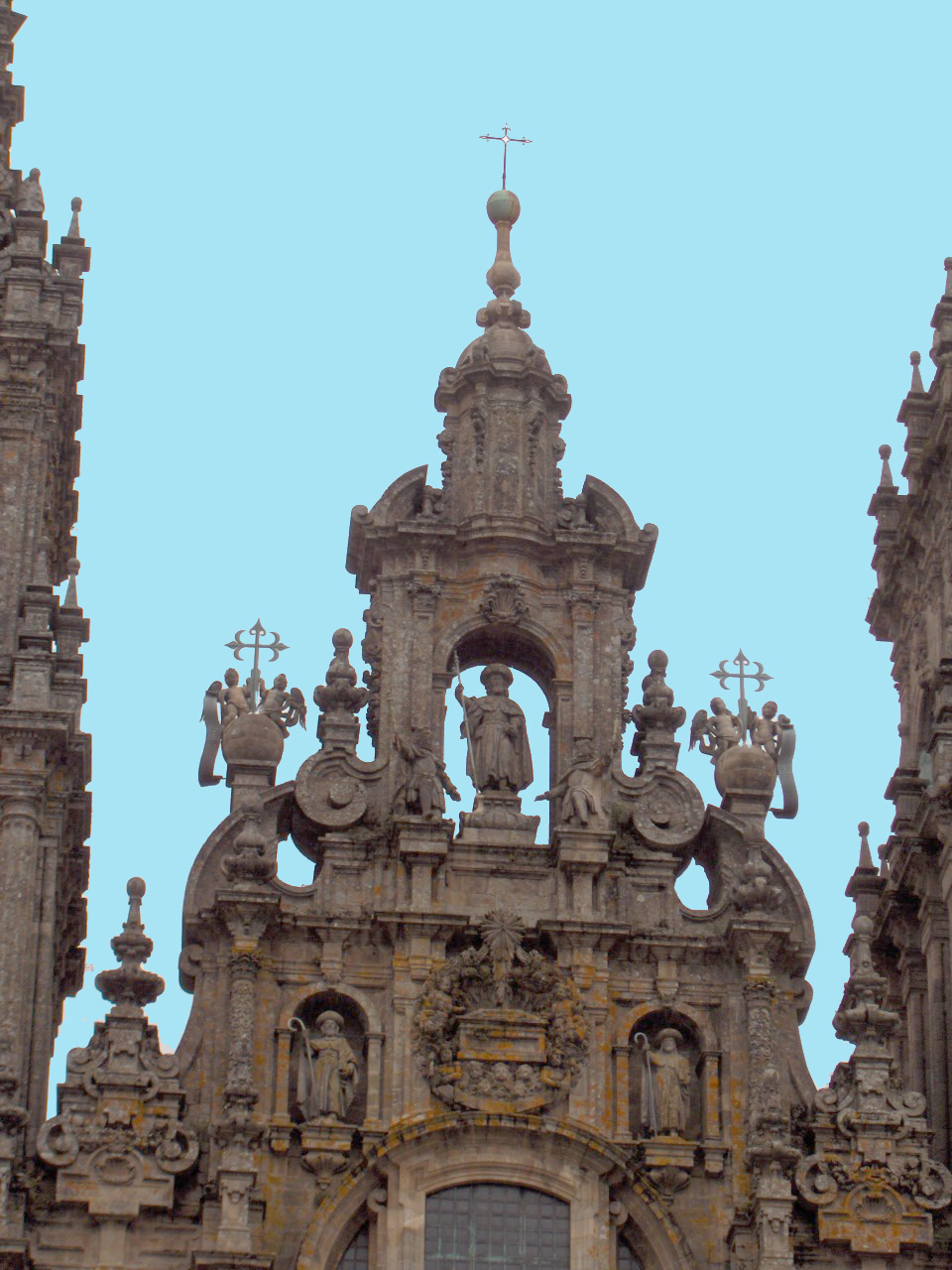
Detall de la part central de la façana de l'Obradoiro

Per protegir el Pòrtic de la Glòria del deteriorament que estava patint per les inclemències meteorològiques, aquesta façana ja havia tingut diverses reformes des del segle xvi així com les seves torres. Al segle xviii es va decidir de construir l'actual façana barroca, obra de Fernando de Casas Novoa. La façana té uns grans finestrals envidrats que permeten il·luminar l'antiga façana romànica que es troba entre les torres de les «Campanas» i de la «Carraca». En el centre del cos central hi ha el Sant Jaume Apòstol. Un nivell més avall, els seus dos deixebles, Atanasi i Teodor, tots vestits de pelegrins. Al mig, l'urna (representació del sepulcre trobat) i l'estrella (representació de les lluminàries que va veure l'ermità Pelai). A la torre de la dreta hi ha Maria Salomé, mare de sant Jaume. A la torre de l'esquerra, el seu pare Zebedeu. Sobre la balustrada d'aquesta part esquerra pot veure's a santa Susana i sant Joan i sobre la balustrada de la dreta a santa Bàrbara i sant Jaume el Menor.
Per pujar fins a l'entrada de la façana es troba una escala, realitzada al segle xvii per Ginés Martínez, d'estil renaixentista inspirada en la de Jacopo Vignola per al Palau Farnese, en forma de rombe amb dues rampes que envolten l'entrada a l'antiga cripta romànica del segle xii del «Maestro Mateo», anomenada popularment «catedral Vella». Entre el pla existent de la façana de l'Obradoiro i l'antiga portalada romànica (pòrtic de la Glòria) es troba un estret nàrtex cobert.
Aquesta façana ha esdevingut un símbol de la catedral i de la ciutat de Santiago de Compostel·la, prova d'això és el gravat que apareix a les monedes d'1, 2 i 5 cèntims d'euro d'Espanya.

### Façana de «las Platerías»

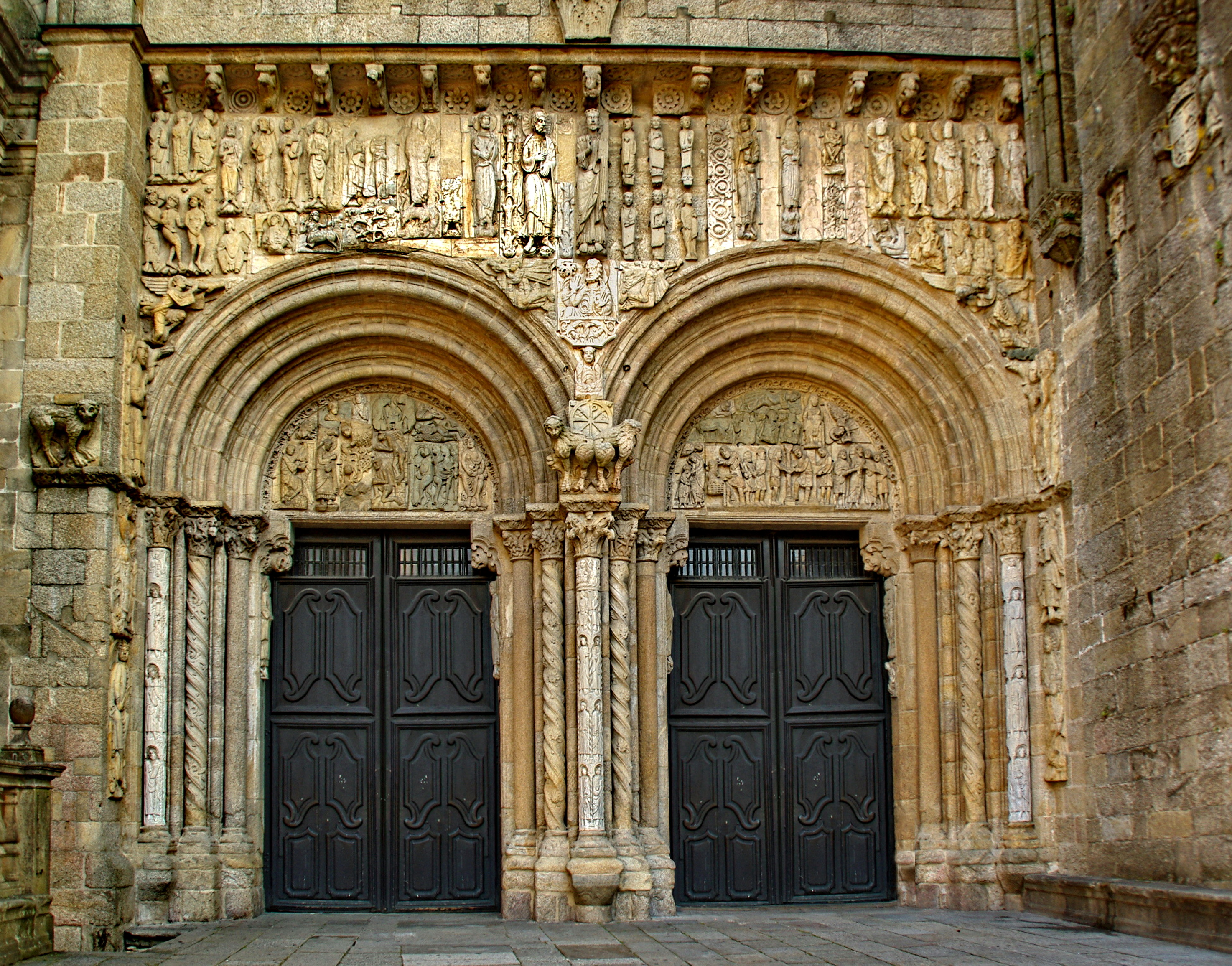
Façana romànica de "las Platerías"

La façana de «las Platerías» és la façana meridional del creuer de la catedral de Santiago de Compostel·la i és l'única façana romànica que es conserva a la catedral. Es va edificar entre 1103 i 1117 i durant els segles següents se li han anat afegint elements procedents d'altres llocs de la catedral.
Consta de dues portes d'entrada en degradació amb arquivoltes i timpans. Les arquivoltes són sobre onze columnes adossades, tres són de marbre blanc (la central i les extremes) i la resta de granit. A la central apareixen les figures de dotze profetes i a les laterals els apòstols. Sobre els timpans s'hi troba un gran fris que se separa del cos superior per una franja sostinguda per permòdols grotescs, en aquest pis s'hi troben dues finestres que estan adornades per arquivoltes romàniques.

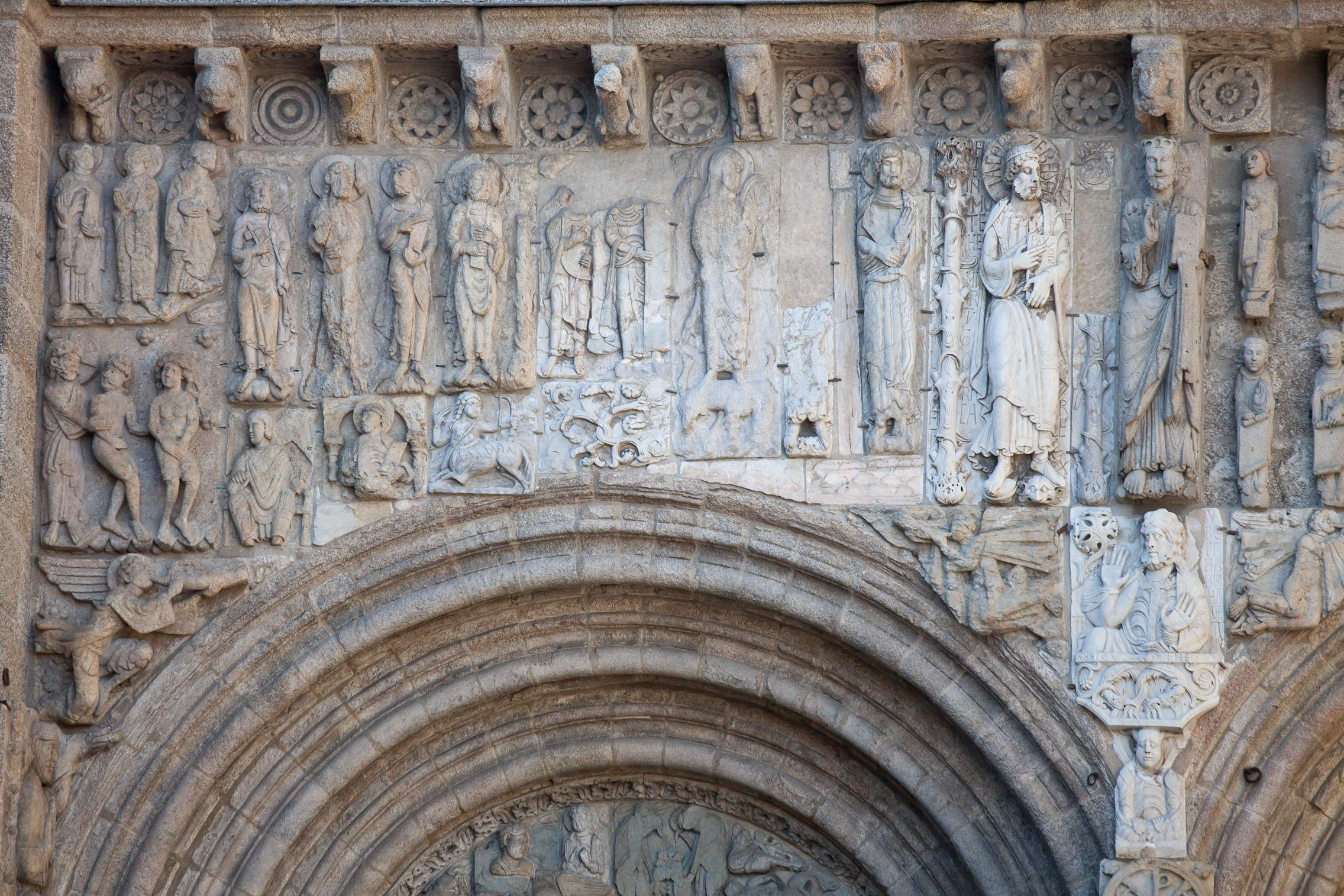
Fris del costat esquerre
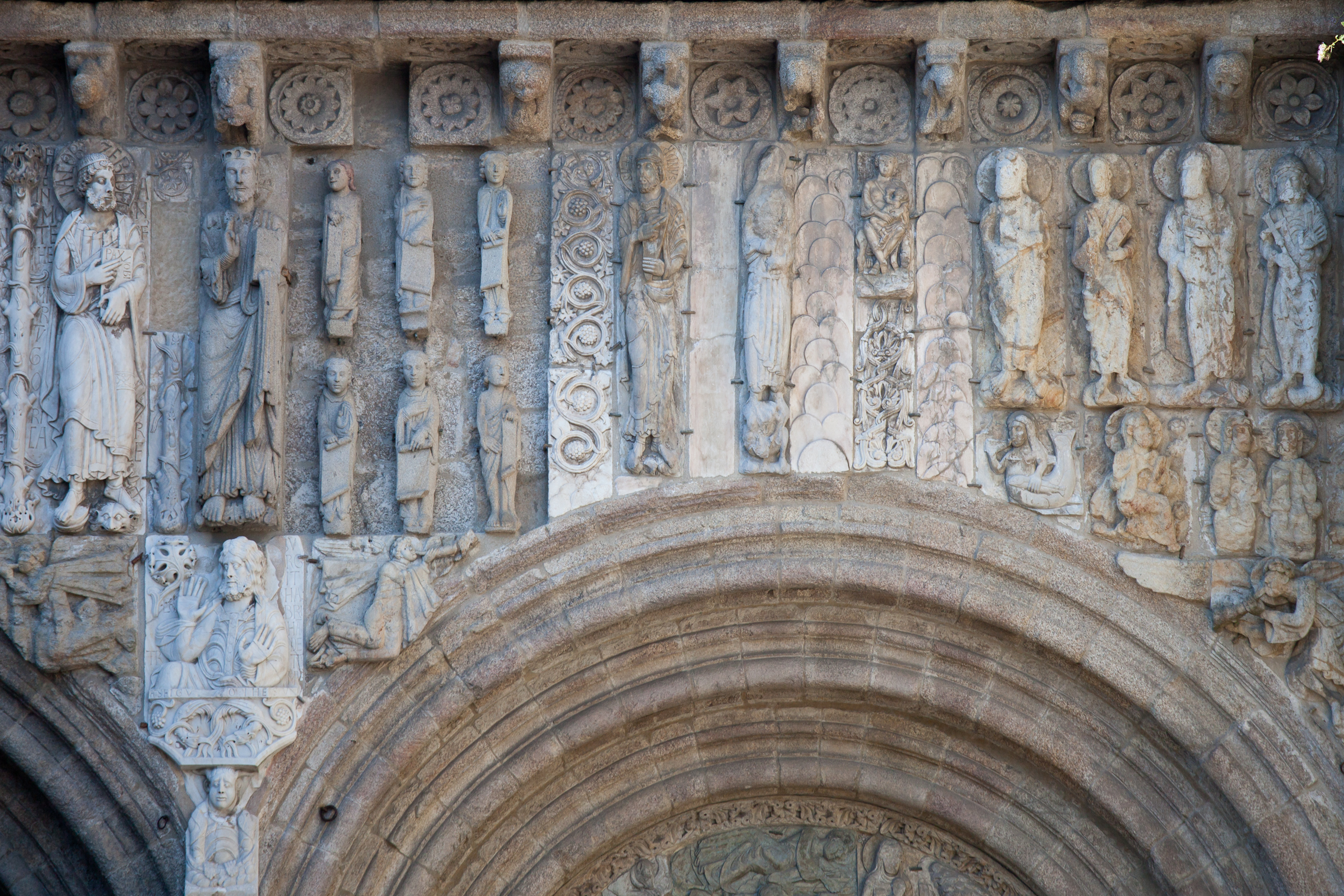
Fris del costat dret
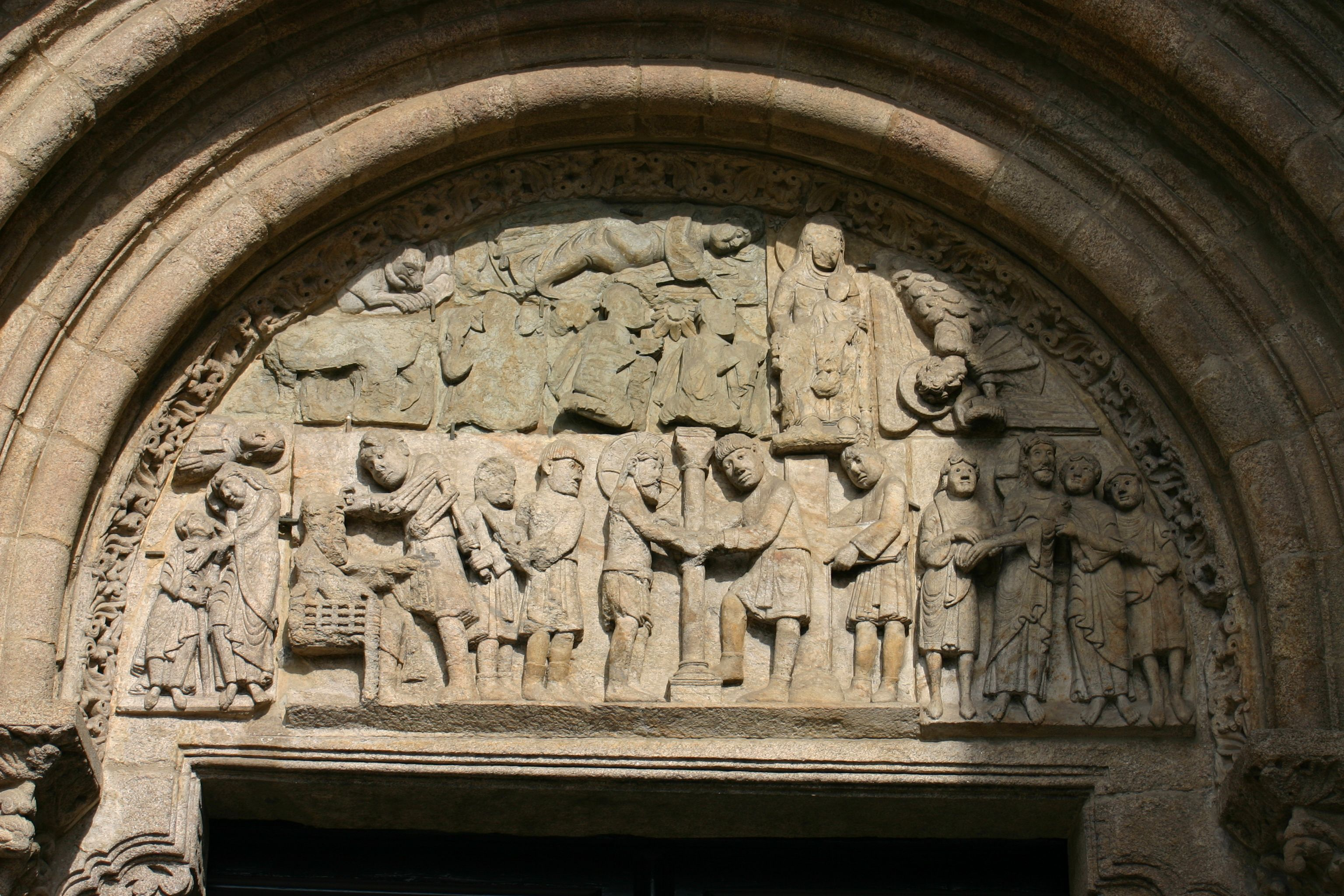
Timpà de la porta dreta
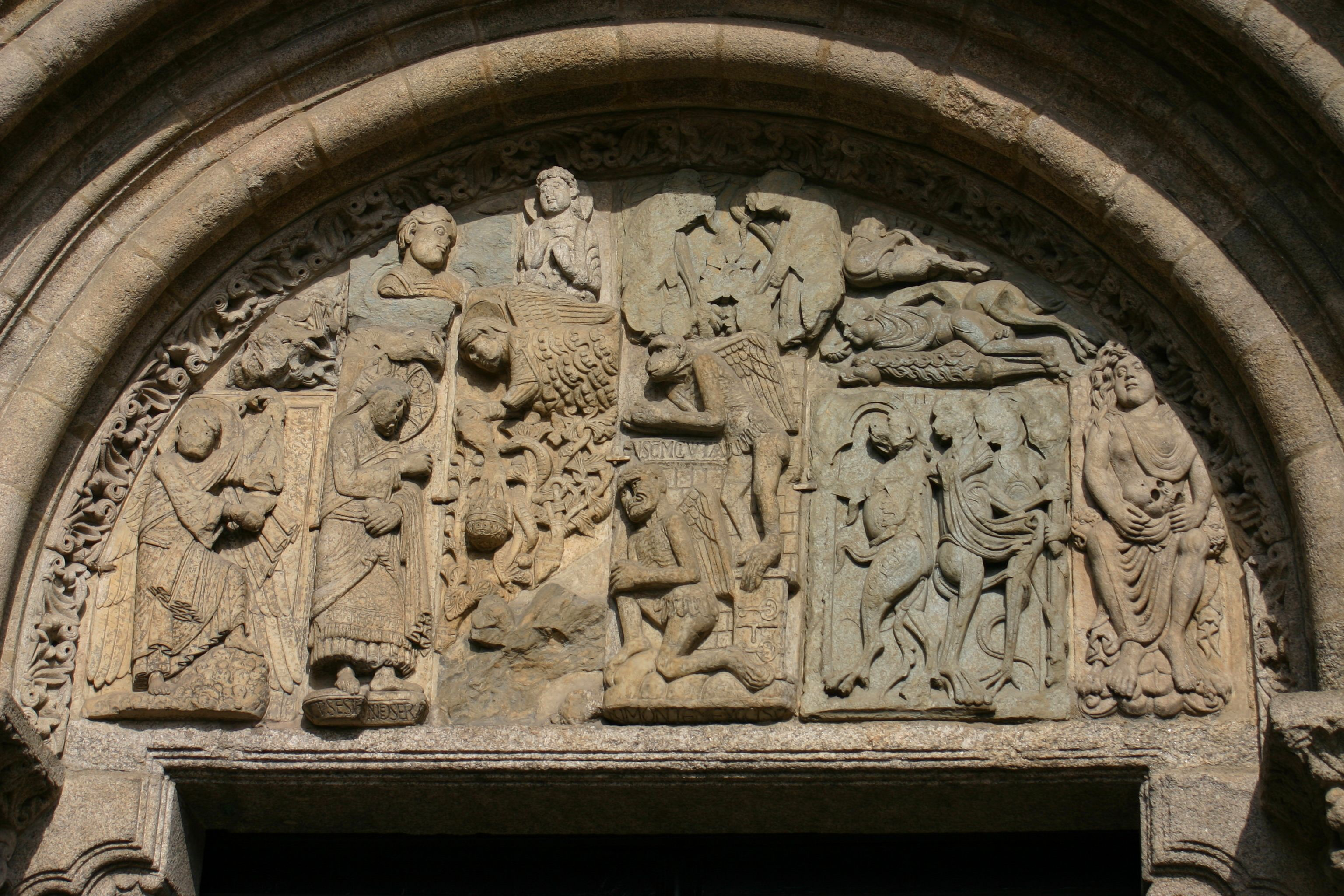
Timpà de la porta esquerra

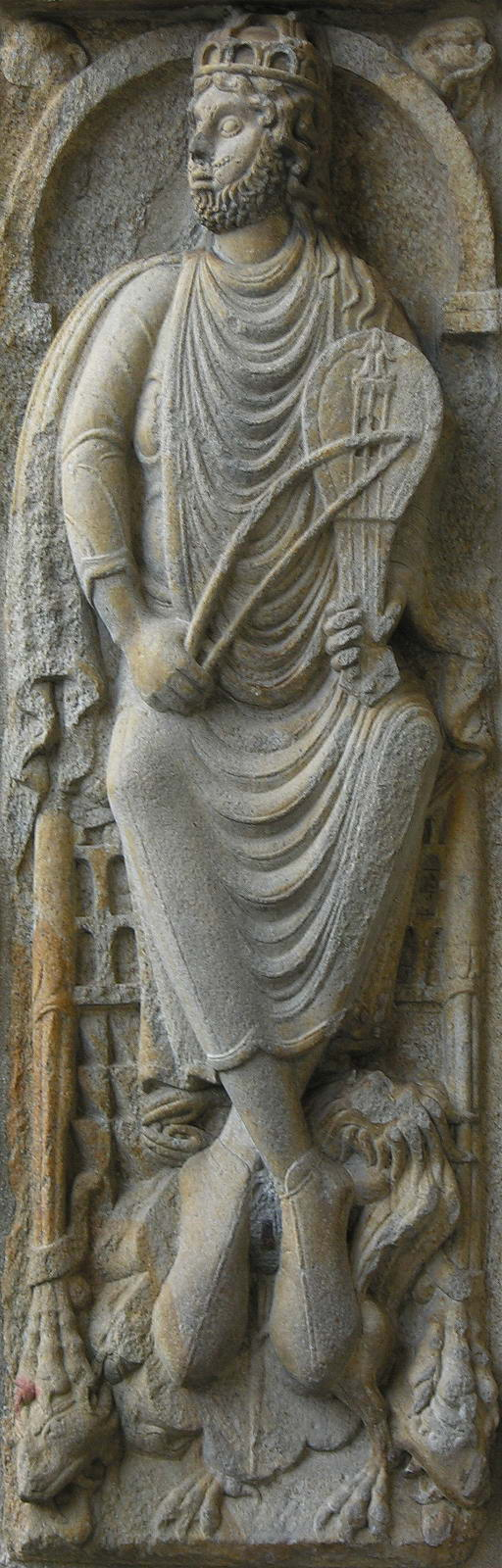
Escultura del rei David pel Maestro Esteban

Al fris central, hi ha Crist, amb personatges i escenes vàries, a la seva dreta les sis figures que es veuen pertanyen al cor del «Maestro Mateo» que van ser col·locades allà a la fi del segle xix. La disposició original dels elements iconogràfics va quedar desvirtuada des que en el s. xviii van ser allotjades aquí nombroses imatges recuperades de la desmantellada façana de «Azabacherías». En un medalló central apareix el Pare Etern (o la Transfiguració), amb les mans obertes i sobre els arcs a l'extradós quatre àngels amb trompetes que anuncien el Judici Final.
Al timpà de la porta esquerra apareix Crist temptat per un grup de dimonis. A la dreta apareix una dona a mig vestir amb una calavera a les mans, que pot ser Eva o la dona adúltera. Als brancals apareixen sant Andreu i Moisès. Al contrafort esquerre, el bíblic rei David assegut en el seu tron amb una cama damunt l'altra, traslluïdes a través de la fina tela de la seva roba i tocant una viola, personifica el triomf sobre el mal sent una obra destacada del romànic esculpida pel «Maestro de las Platerías o Maestro Esteban»; la creació d'Adam i Crist beneint. Moltes d'aquestes figures procedeixen de la façana romànica nord o del Paradís (actual façana de l'«Azabachería») i van ser col·locades en aquesta façana al segle xviii.

Al timpà de la porta dreta apareixen diverses escenes de la passió de Crist i de l'Adoració dels Mags. En un dels brancals apareix la inscripció que commemora la col·locació de la primera pedra:
 Una imatge, no identificada, sobre un guillot que engoleix una llebre i, enfront d'aquesta, una dona mal vestida amb un animal a la falda, procedeixen d'un altre lloc. Recolzades al mur de la «torre de la Berenguela» apareixen d'altres imatges que representen la creació d'Eva, Crist en un tron i el sacrifici d'Isaac.

### Façana de l'«Azabachería»

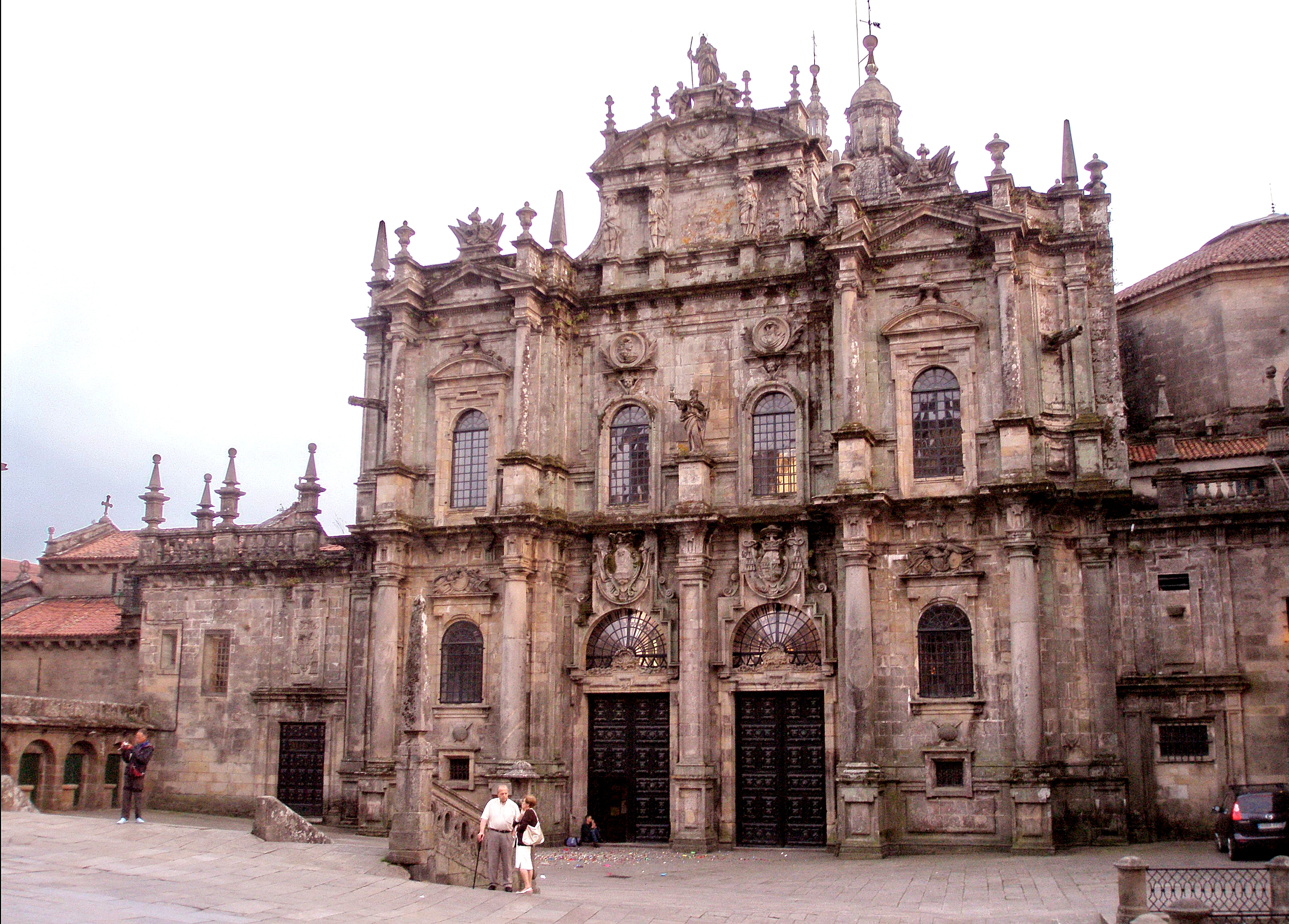
Façana de l'«Azabachería»

La façana és a la plaça de la Immaculada. Aquí acabava el Camí de Santiago dels pelegrins procedents de França, en la porta anomenada franquígena (també Porta del Paradís), el portal romànic va ser construït el 1122 per Bernard, tresorer del temple. Aquesta portalada va ser demolida per haver patit un incendi l'any 1758. Algunes peces escultòriques que es van salvar van ser col·locades a la façana de «las Platerías». La nova va ser projectada en estil barroc per Lucas Ferro Caaveiro i acabada per Domingo Lois Monteagudo i Clemente Sarela en estil neoclàssic el 1769, encara que va conservar alguns traçats del barroc.
A la part superior de la façana hi ha una estàtua de Santiago del segle xviii, amb dos reis als seus peus en posició de pregar: Alfons III d'Astúries (866-910) i Ordoni I de Galícia (873-924). Al centre s'hi troba l'estàtua de la Fe.

### Façana de la Quintana
La façana de la catedral que dona a la praza da Quintana té tres portes. La Porta Reial, d'estil romànic, va ser iniciada sota la direcció de José Vega y Verdugo, començada per José de la Peña de Toro el 1666 i acabada per Domingo d'Andrade el 1700, on va realitzar unes columnes gegants que abasten dues plantes de finestrals, una balustrada amb grans pinacles i una edícula que servia per a una estàtua eqüestre de Santiago (avui desapareguda), tot adornat amb decoració de raïms, de fruites i trofeus militars a gran escala. És el lloc per on entraven els reis d'Espanya, d'aquí li ve el nom i a sobre de la llinda s'hi troba l'escut reial.
- Porta Reial de la plaça de la Quintana
- Porta del Perdó a la façana de la Quintana

L'altra porta és la Porta del Perdó, anomenada porta Santa, que s'obre només els anys jubilars. Sobre aquesta porta es poden veure, en unes fornícules, les imatges de sant Jaume i als seus costats els seus deixebles Anastasi i Teodor. Al cos inferior i a banda i banda de la porta es van col·locar vint-i-quatre figures representant apòstols i profetes que provenien de l'antic cor de pedra del maestro Mateo, a l'interior d'aquesta porta, passant un petit pati, es troba la veritable porta Santa per la qual s'entra a la girola de l'absis del temple.

### Torre de les Campanes

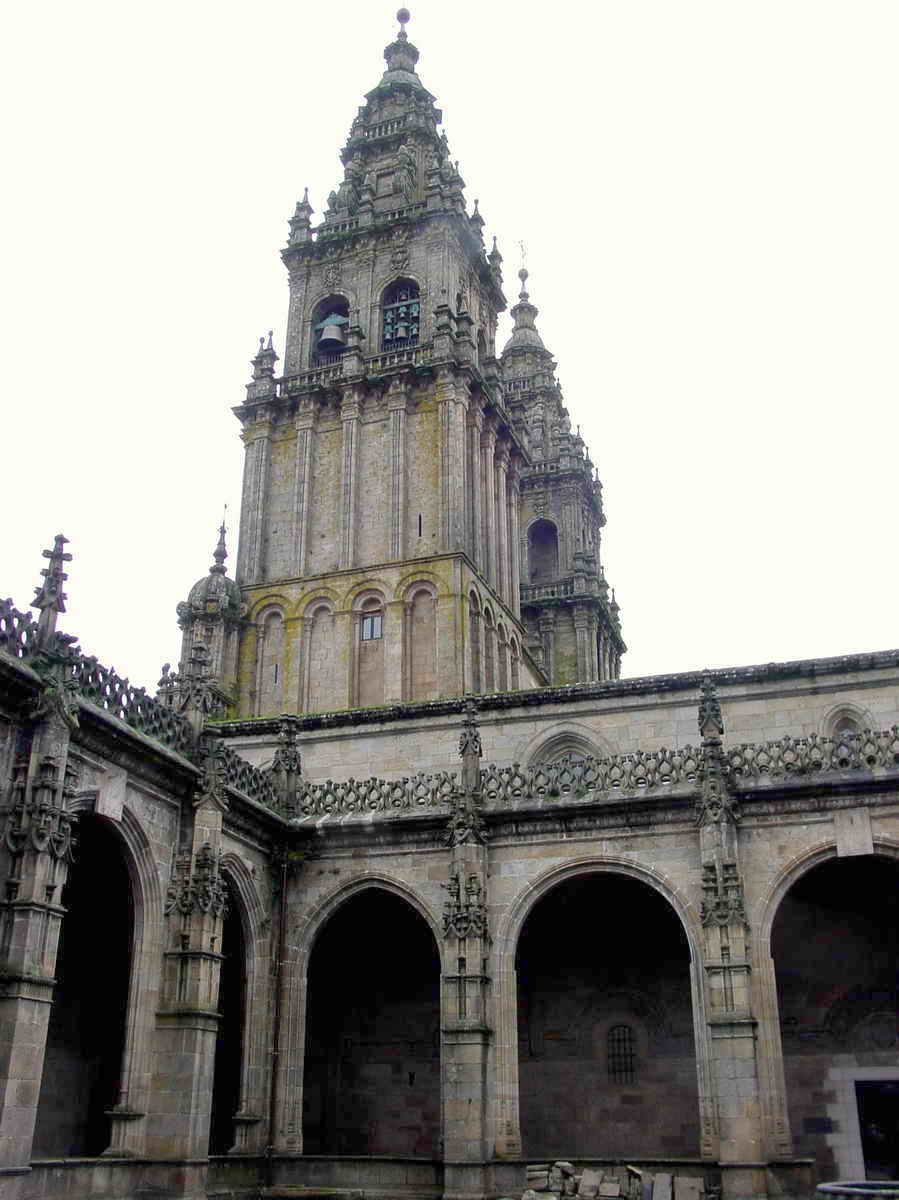
Torre de les Campanes des del claustre

Les primitives torres que es trobaven a la façana principal de la catedral eren romàniques (actual façana de l'Obradoiro). Es denominen respectivament torre de les Campanes, la situada en el costat de l'Epístola (dreta), i torre de la Carraca, al costat de l'Evangeli (esquerra), totes dues tenen una alçada d'entre 75 i 80 metres.
La de les Campanes es va construir, en el seu primer cos, al segle xii. Al segle xv se li va fer alguna modificació i el rei Lluís XI de França va donar el 1483 les dues campanes majors de les tretze que té.
Es va detectar una inclinació en l'estructura, i per això entre els segles xvi i xvii, va ser reforçada amb contraforts. Entre 1667 i 1670 José de la Peña va realitzar el cos d'estil barroc en què es van allotjar les campanes, i que va ser acabat per Domingo de Andrade. L'arquitectura de les torres té un gran efecte de perspectiva gràcies a les línies verticals i a l'escalonament dels pisos.

### Torre de la Carraca

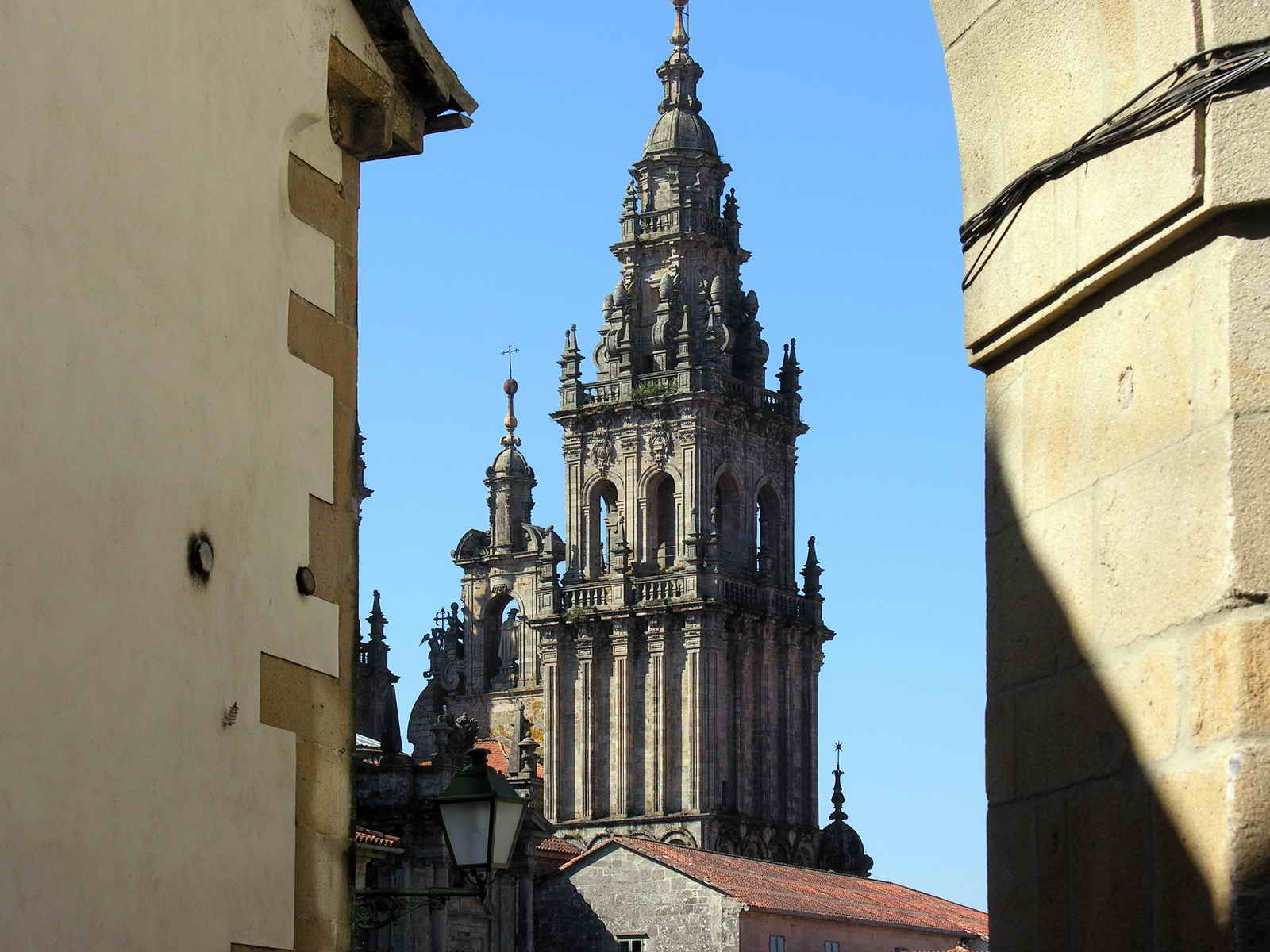
Torre de la Carraca

Està situada al costat esquerre de la façana de l'Obradoiro, va ser edificada com la seva companya del costat contrari sobre una altra d'anterior de l'època romànica. Va ser projectada per Fernando de Casas Novoa el 1738 que va imitar la torre de les Campanes realitzada per Peña del Toro i Domingo de Andrade al segle xvii. Té una decoració barroca amb tota mena d'ornamentació que va conduir a la unificació arquitectònica amb tota la façana.
L'abril de 2010 s'hi instal·là una rèplica de l'antic xerrac, perquè no va ser possible restaurar-lo i que passarà a formar part del museu catedralici. El nou s'ha fet amb la mateixa classe de fusta de castanyer, i és còpia fidel del vell, que consta de quatre caixes de ressonància rectangulars amb una llengüeta a cada una que en girar sobre un eix dentat i copejar-les les fa sonar, estan col·locades les caixes en forma de creu i mesura cada braç una mica més de dos metres.

### Torre del Rellotge

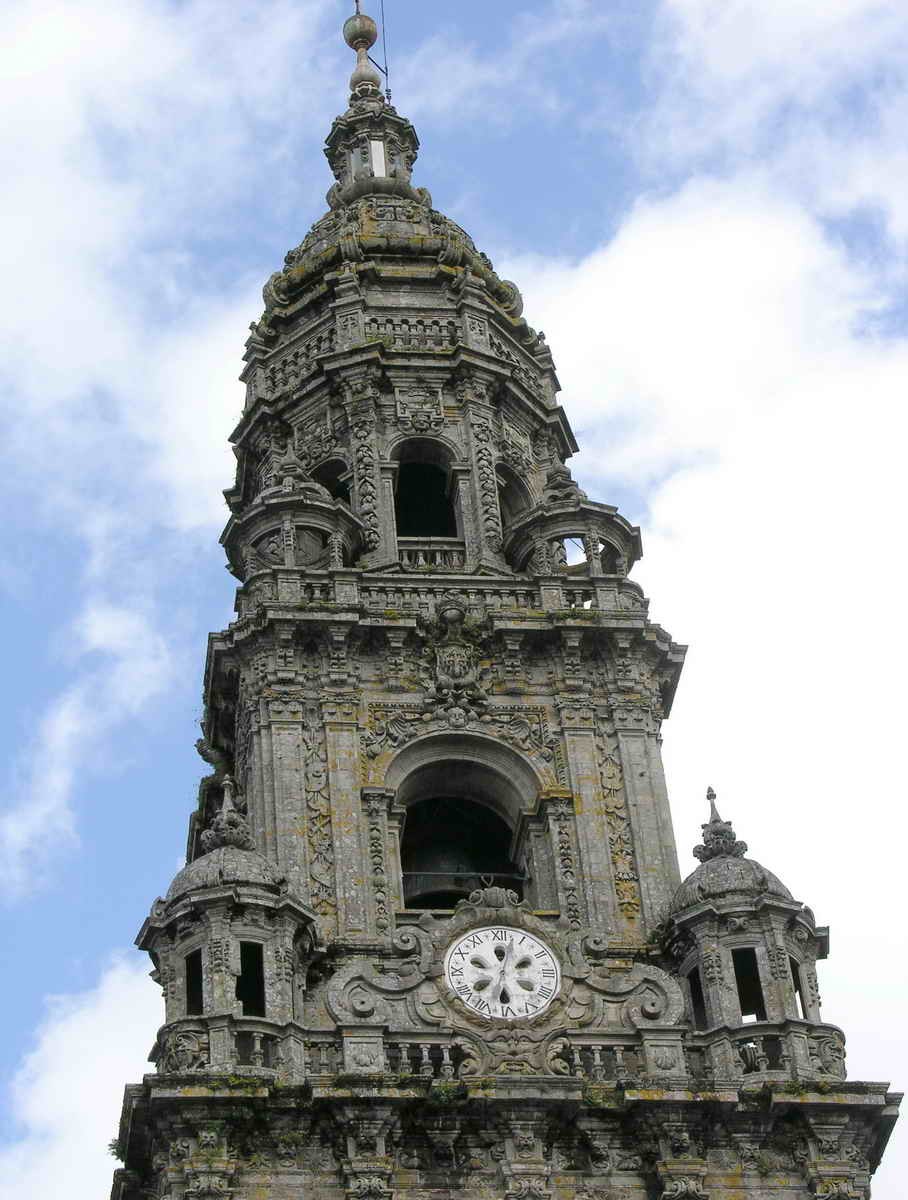
Part alta de la torre del Rellotge coneguda com la Berenguela

La Torre del Rellotge, coneguda també com la Berenguela, és a l'angle de la plaça de «las Platerías» i la plaça de la Quintana, va ser manada construir el 1316 per Rodrigo del Padrón com a torre de defensa i davant la seva defunció va continuar amb l'obra l'arquebisbe Berenguel de Landoria. Quan va ser anomenat mestre major de la catedral Domingo de Andrade va continuar-ne la construcció entre 1676 i 1680 la va elevar dues plantes més i va obtenir, amb la utilització de diverses estructures, un conjunt molt harmoniós i ornamental amb un coronament en forma piramidal i un llanternó d'acabament final. Té una alçada de 75 metres.
Es va col·locar el rellotge de quatre esferes (una per cada cara de la torre) el 1833, realitzat per Andrés Antelo. Era un encàrrec de l'arquebisbe Rafael Vélez. Té com a part del mecanisme dues campanes, la de les hores anomenada Berenguela i una altra més petita que marca els quarts. Totes dues van ser foses el 1729 per Güemes Sampedro, la de les hores té un diàmetre de 255 cm i una alçada de 215 cm amb un pes aproximat de 9.600 quilos, la dels quarts pesa 1.839 quilos amb un diàmetre de 147 cm i una alçada de 150 cm. Ambdues campanes patiren un desgast i van ser substituïdes per rèpliques que es van fondre a Asten (Països Baixos) per la casa Eijsbouts el 1989 i van ser col·locades a la catedral el febrer de 1990.

## Interior de la catedral

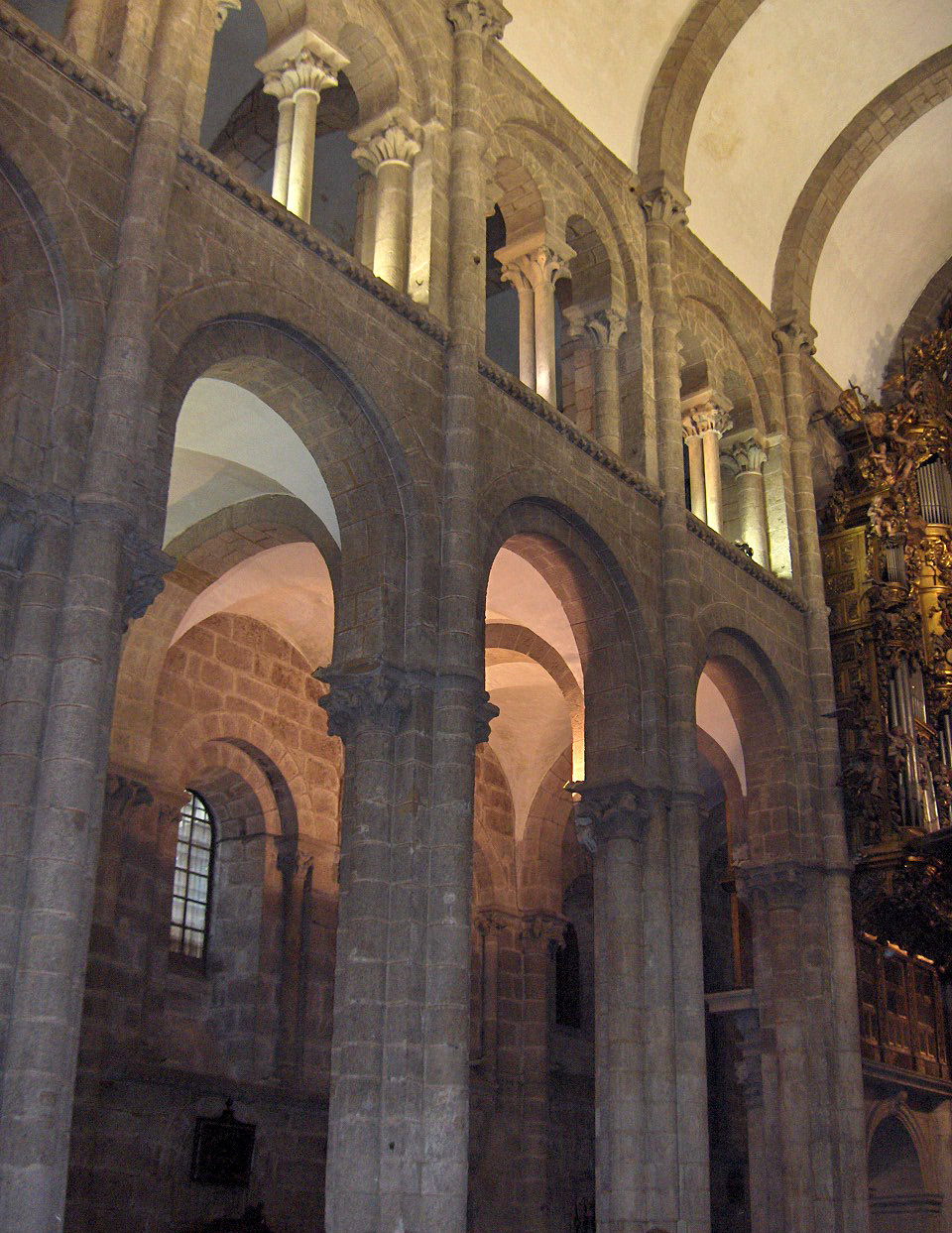
Interior de la catedral amb els pilars de les naus laterals i el trifori.

L'estructura de l'edifici comprèn una àrea de vuit mil metres quadrats, consta de planta de creu llatina de tres naus d'una longitud de prop de cent metres amb un creuer de també tres naus i de prop de setanta metres de longitud. L'alçada de la nau central és de vint-i-dos metres en tot el seu recorregut i assoleix els trenta-dos de màxim a la volta del creuer. El cimbori, situat sobre el centre del transsepte, és gòtic, substituint l'antic romànic.
Prop de l'altar major, la girola està composta per diverses capelles romàniques absidals la central de planta quadrada i també té dos absis a cada un dels braços del creuer. Sobre les naus laterals, separades de la central per quaranta-dos pilars, es troba un trifori amb coberta de quart de canó i balcó de finestrals de doble arcuació. La nau central es cobreix amb volta de canó sobre arcs faixons i les laterals amb voltes d'aresta.
La il·luminació prové de les finestres dels dos pisos de les naus laterals del període romànic, a la capella major són polilobulades i les que corresponen a la girola són ulls de bou. L'ornamentació s'aprecia als capitells historiats a la part de l'absis i amb adorns vegetals a la galeria.
La catedral disposa de dos grans orgues, situats a la part central dels trams alts de la nau principal, són de començament del segle xviii. Encarregats pel capítol catedralici al mestre salamanquí Manuel de la Viña i la caixa a l'arquitecte Antonio Afonsín i a l'escultor Manuel Romay. Cap al 1980, la consola va ser substituïda i s'hi va incloure mecanismes electrònics i informàtics per una empresa de Roma.

### Cors

#### Cor de pedra
Fins al segle xvii va existir un cor de pedra, realitzat pel Mestre Mateo i el seu taller cap al 1200, que va ocupar quatre trams de la nau central, tenia la forma de rectangle. La cresteria i els setials estaven decorats amb imatges d'apòstols i profetes que es veien entre edificis representant la Jerusalem Celestial. Va ser desmuntat de la catedral el 1603 per substituir-lo per un altre de fusta i les peces van ser reutilitzades com a maçoneria. Vint-i-quatre escultures d'apòstols, profetes i patriarques, procedents d'aquest cor petri, es troben a la porta de la façana de la plaça de la Quintana. En les obres de restauració i excavació de la catedral s'han anat trobant peces amb les quals s'ha construït part del cor que es troba exposat al museu de la catedral.

#### Cor de fusta
El nou cor de fusta va ser obra dels escultors Juan Davila i Gregorio Español per encàrrec de l'arquebisbe Juan de Sanclemente a començament del segle xvii que va decidir l'enderroc de l'anterior per a la col·locació de la càtedra arquebisbal que li mancava i adequar-lo a les disposicions del Concili de Trento. Es va realitzar sota disseny de Davila amb dues files de seients, el primer consta de trenta-cinc setials amb respatllers de figures de mig cos i el segon pis de quaranta-nou seients amb personatges dempeus que representen apòstols, profetes, doctors de l'església, màrtirs i d'altres sants fundadors i locals. La cadira arquebisbal, col·locada al centre del segon pis, presideix el conjunt. Després d'ocupar el seu espai a la nau central de la catedral, es va decidir, el 1945, de desmuntar-lo i traslladar-lo a l'església de San Martín Pinario. I es feu un segon trasllat al monestir de Sobrado dos Monxes el 1973. Aquests viatges van representar greus danys al conjunt del cadiratge, per la qual cosa el 2002 es va decidir una restauració i el van muntar novament al monestir de San Martin Pinario.

### Capella major

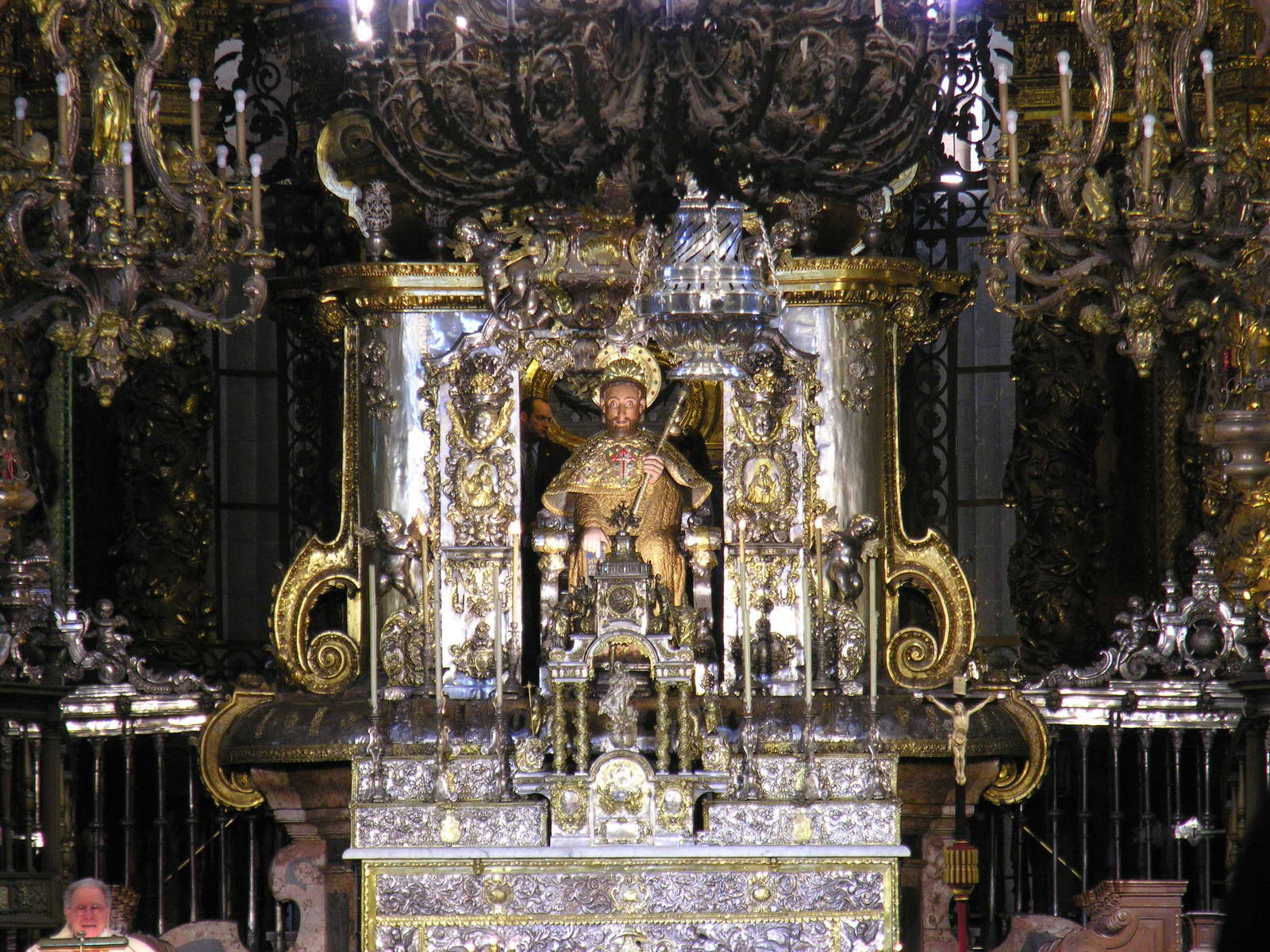
Detall central de la capella major

La capella major era romànica a l'origen, però fou reformada durant el barroc per ordre del nou mestre d'obres José Vega y Verdugo nomenat per Innocenci X. Conté a l'entrada púlpits renaixentistes a banda i banda, amb escenes de la vida de l'apòstol realitzats per Juan Bautista Celma el 1578, un baldaquí del segle xvii, sostingut per àngels, i un cambril barroc. L'altar va ser construït per Domingo Antonio de Andrade sobre el sepulcre de l'apòstol i s'hi van posar tres representacions de sant Jaume. Dintre del cambril hi ha una imatge de sant Jaume sedent, de pedra policromada, del segle xiii vestit com a pelegrí amb una esclavina d'argent adornada amb gran pedreria, es pot pujar per la part posterior de l'altar per fer la tradicional abraçada al Sant. Sobre el tabernacle està representat sant Jaume en una estàtua eqüestre i quatre reis li fan honors: Alfons II, Ramir I, Ferran el Catòlic i Felip IV. Finalment, les representacions de les virtuts cardinals es troben una a cada angle, la Prudència, la Justícia, la Fortalesa i la Temprança. L'arquebisbe, d'origen mexicà, Antonio Monroy va ser el mecenes que va donar l'argent per a la construcció del frontal de l'altar, el sagrari, l'expositor i la imatge de la Immaculada.

### Cripta sepulcral

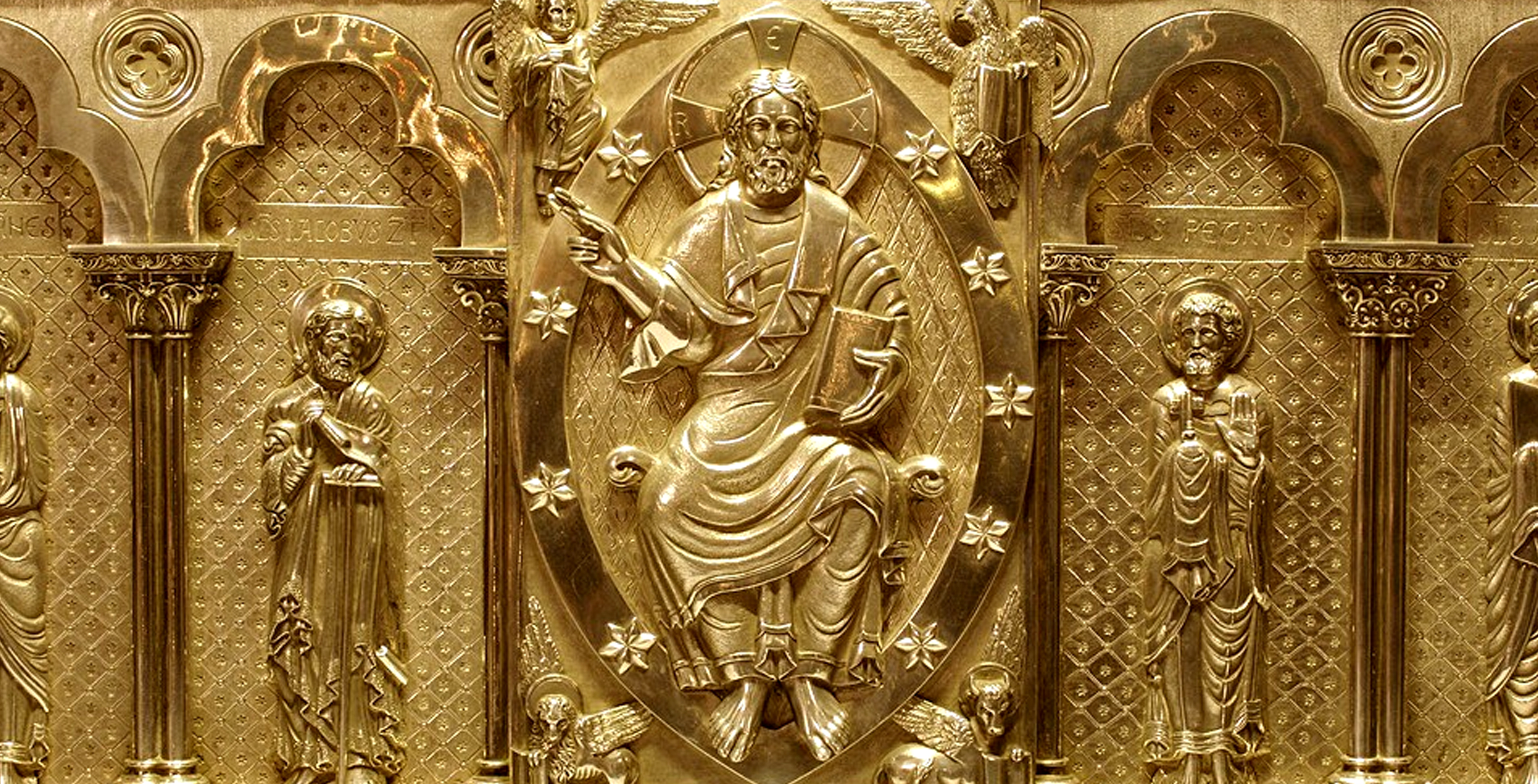
Detall de la part central de l'urna amb les restes de l'apòstol sant Jaume

Sota del cambril hi ha el sepulcre de sant Jaume i els seus dos deixebles sant Atanasi i sant Teodor. Per por de les freqüents incursions de pirates anglesos, especialment de Francis Drake que havia amenaçat Compostel·la després d'haver desembarcat a la Corunya el 1589 i per ordre de l'arquebisbe Juan Sanclemente, les relíquies van ser traslladades aquell mateix any i amagades al terra de l'absis del temple al costat de la capella major. Amb el temps es va oblidar aquest lloc i el gener de l'any 1879, el cardenal Miquel Payà i Rico va intentar de recuperar-les i es van realitzar diverses excavacions fins a trobar una urna que contenia ossos a la part de l'absis, després d'una anàlisi per part de la Universitat Compostel·lana, el papa Lleó XIII el 1884 els va autentificar en la butlla Deus Omnipotens.
Es van fer reformes a la cripta per mostrar les relíquies en una nova urna d'argent cisellat d'estil neoromànic amb la imatge central de la Maiestas Domini dins una màndorla envoltat pel Tetramorf i els apòstols a banda i banda, que va ser realitzada segons disseny de José Losada el 1886 i col·locada sobre un altar de marbre.

### Capella del Pilar
Aquesta capella és composta per la unió de les antigues capelles de sant Andreu i sant Fructuós construïdes per l'arquebisbe Diego Gelmírez. La nova edificació era un desig de l'arquebisbe Antonio Monroy per utilitzar-la com a sagristia. Va encarregar l'obra el 1694 a Domingo de Andrade y Novoa i va ser continuada pel nou mestre d'obres Fernando de Casas per la defunció de l'anterior mestre el 1712. El retaule va ser realitzat per Romay que va seguir el disseny de Fernando de Casas. La imatge central de la Verge del Pilar és de pedra i conté entre d'altres les figures dels sants Domènec, Sebastià, Tomàs i Joan Baptista. S'hi troba també el sepulcre de l'arquebisbe Antonio Monroy representat en actitud orant i realitzat per Diego Fernández de Sande. La capella té una cúpula vuitavada amb un llanternó adornat amb talles de motius militars i heràldics. Va servir de sagristia fins al 1879 quan, per orde del cardenal Miquel Payà i Rico, passà a tenir la funció únicament de capella.

### Capella de Mondragón

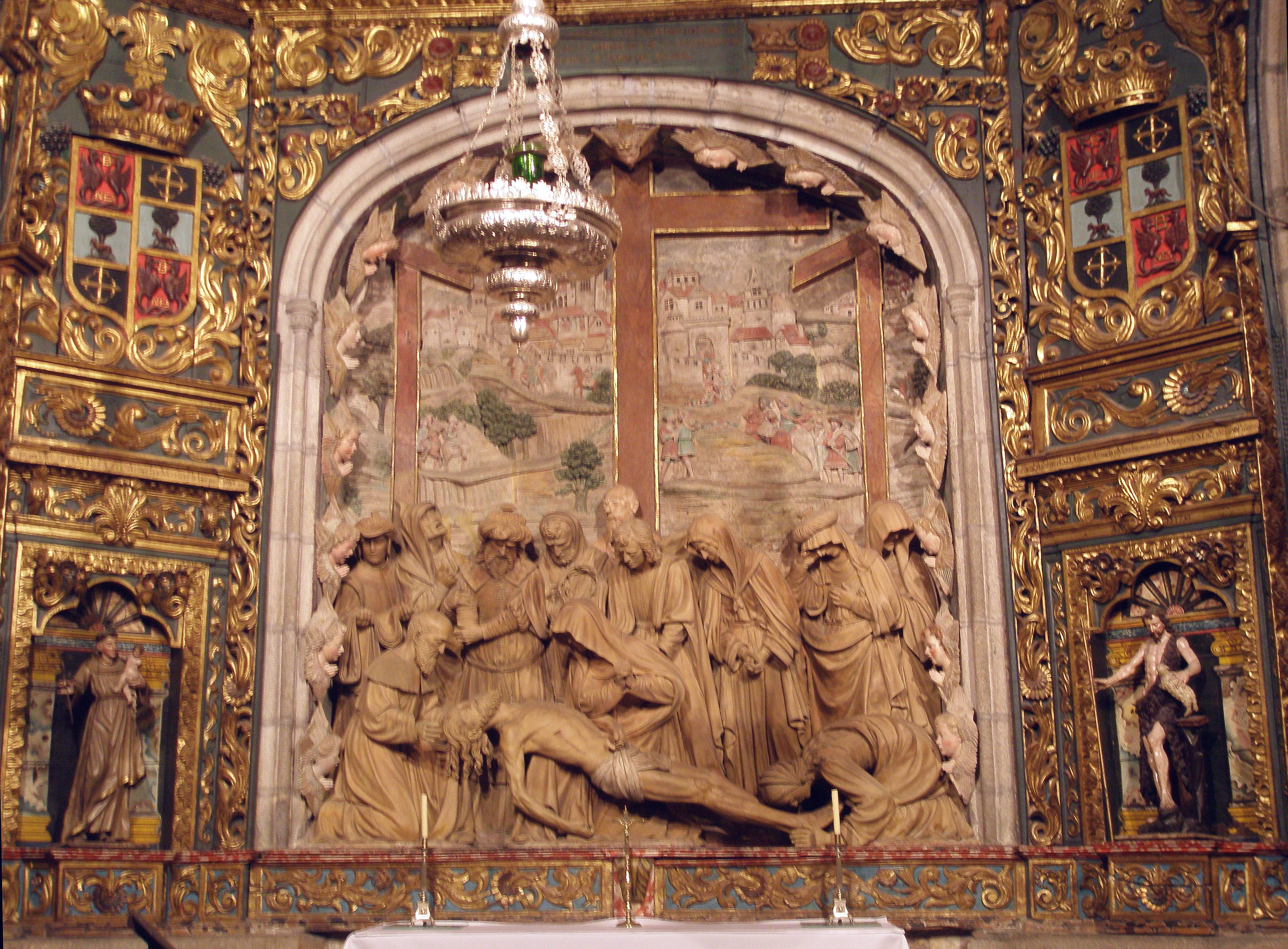
Lamentació sobre Crist mort relleu en terracota a la capella de Mondragón

La Capella de la Pietat coneguda com a capella de Mondragón en honor del seu comitent Juan Ibáñez de Mondragón, és d'estil ogival gòtic flamíger del segle xvi. Pertany als marquesos de Santa Cruz descendents del fundador. Destaca el relleu en terracota del Davallament o Lamentació sobre Crist mort obra de Miguel Perrín de l'any 1526.

### Capella de Sant Pere
La següent capella de la girola, anomenada antigament de Sant Pere, i posteriorment, de l'Assutzena, va ser dotada per Mencía de Andrade el 1571, qui hi té el seu sepulcre amb una estàtua jacent executada per Juan Bautista Celma. El retaule barroc va ser dissenyat per Fernando Casas Novoa i construït per Francisco de Moas el 1731, s'hi poden veure les imatges de la Verge de l'Assutzena i dels sants Pere, Josep, Judes Tadeu i Rita de Càsia.

### Capella del Salvador

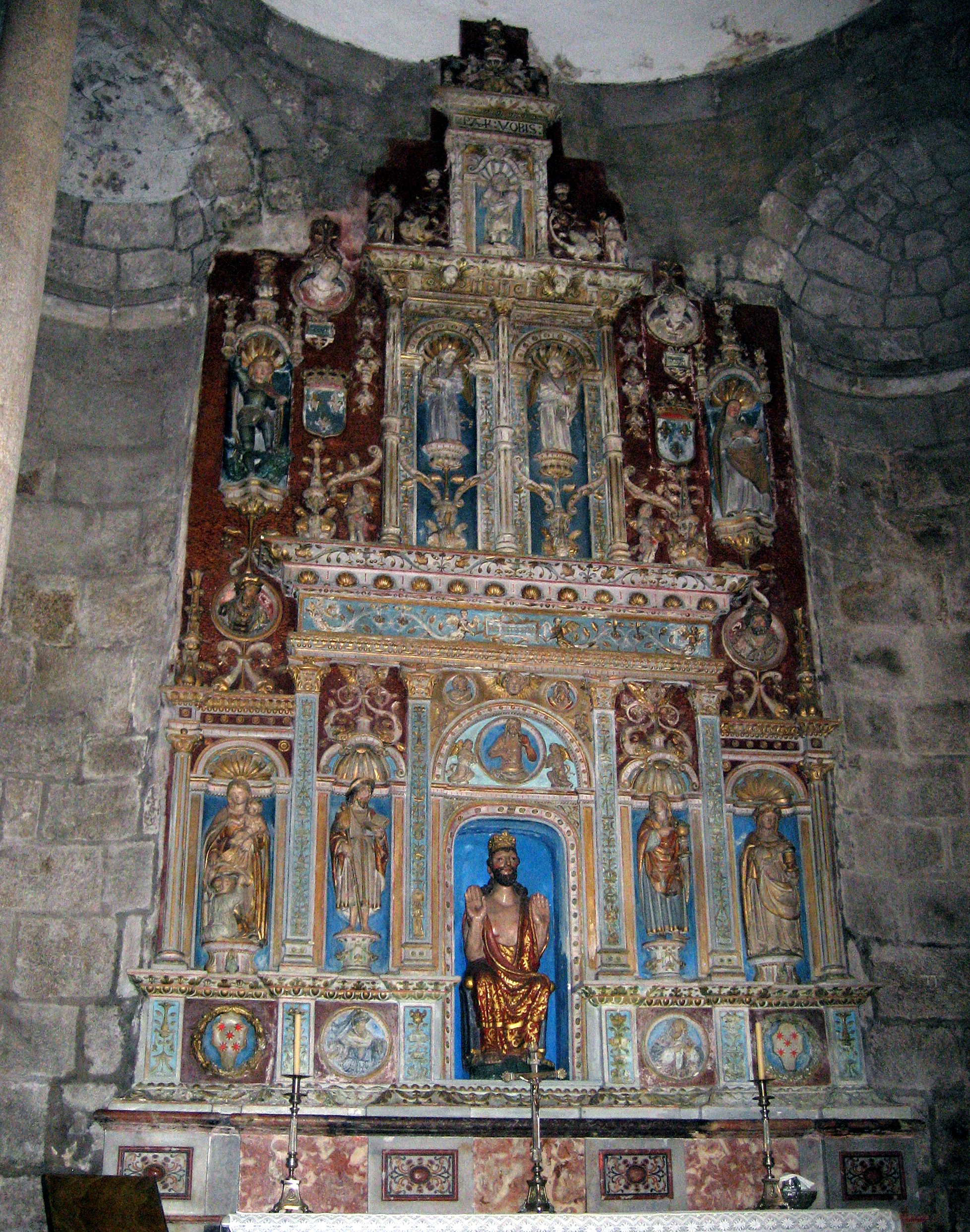
Retaule del a la capella del Salvador

És la capella que està situada al centre de la girola i és per on es va començar la construcció de la catedral romànica al segle xi, pel mestre Bernardo el Vell i com demostra les inscripcions en dos dels capitells de l'arc de l'entrada a la capella, un amb la representació del rei Alfons VI de Lleó i dos àngels portadors d'una banda on es llegeix:
| «                                                   | REGNANTE PRINCIPE ADEFONSO CONSTRVCTVM OPVS | » |
| — Regnant el príncep Alfons es va fer aquesta obra. |                                             |   |

i l'altre capitell que representa el bisbe Diego Peláez amb la inscripció que sostenen els àngels de:
| «                                                            | TEMPORE PRESVLIS DIDACI INCEPTVM HOC OPVS FVIT | » |
| — En el moment del prelat Diego es va començar aquesta obra. |                                                |   |

En aquesta capella s'hi troba un retaule en marbre policromat d'estil plateresc del qual en va ser el seu comitent l'arquebisbe Alonso Fonseca i Ulloa, a començaments del segle xvi. Conté aquest retaule les imatges del Salvador, una altra de la Mare de Déu amb l'Infant i sant Jaume peregrí.

### Capella de Nostra Senyora la Blanca
La capella de Nostra Senyora la Blanca, anomenada també dels España, en memòria del seu fundador Juan de España i família, els quals en morir sense successió la van passar a Pedro de Arosa. El retaule neogòtic és de 1906, conté al centre la imatge barroca de Nostra Senyora de la Blanca, talla de Gregorio Fernández Prieto de 1747, i en un lateral hi ha la imatge de la Mare de Déu de Montserrat. Aquesta capella va ser la de culte del gremi dels argenters.

### Capella de Sant Joan
La capella de Sant Joan, va ser fundada per l'arquebisbe Diego Gelmírez per retre culte al sant. El retaule conté les imatges de sant Joan, del segle xv, i la de santa Susanna i la de sant Domènec de la Calzada obres modernes realitzades per Mariñas el 1902. Conté la sepultura del bisbe Miguel Nóvoa Fuente a terra i la de la germana de l'arquebisbe Juan de Sanclemente.

### Capella de Sant Bartomeu
- Retaule de la Verge del Bon Consell
- Sepulcre de Diego de Castilla

La capella, anomenada antigament de Santa Fe i ara de Sant Bartomeu, té un retaule plateresc en marbre policromat, obra del brabanço Arnaut Spierinck (Mateo Arnao o Arnao de Brussel·les), que conté les imatges de la Verge del Bon Consell al centre amb les representacions de sant Bartomeu i de sant Jaume peregrí a banda i banda. A la mateixa capella s'hi troba el sepulcre renaixentista fet també pel mestre Arnaut, on hi ha sepultades les despulles de Diego de Castilla, besnet del rei Pere I el Cruel, mort el 1521.

La sepultura consta de la figura d'un jacent vestit amb capa pluvial i adorns de brodats, el cap està sobre dos coixins i els peus reposen sobre un lleó. A sota hi ha una inscripció que diu: 
| « | És un elogi del difunt i configura parcialment el seu retrat espiritual, ressaltant el rang, prestigi i condició del personatge. | » |

 Sobre el sarcòfag hi ha un relleu de la Resurrecció de Crist.

### Capella de la Concepció
La capella de la Concepció de Maria, anomenada també de la «Prima», perquè els canonges hi celebren la «missa prima», va ser l'any 1525 reformada i projectada per Juan de Álava i dedicada a la Immaculada Concepció, la imatge va ser esculpida en pedra policromada per Cornelis o Cornielles d'Holanda al segle xvi. El retaule amb doble altar és obra de Simón Rodríguez i la imatge del Davallament de la Creu de l'altar de l'esquerra és obra de Diego Fernández de Sande tot realitzat el 1721. A terra hi està enterrat l'arquitecte Domingo Antonio de Andrade.

### Capella de l'Esperit Sant

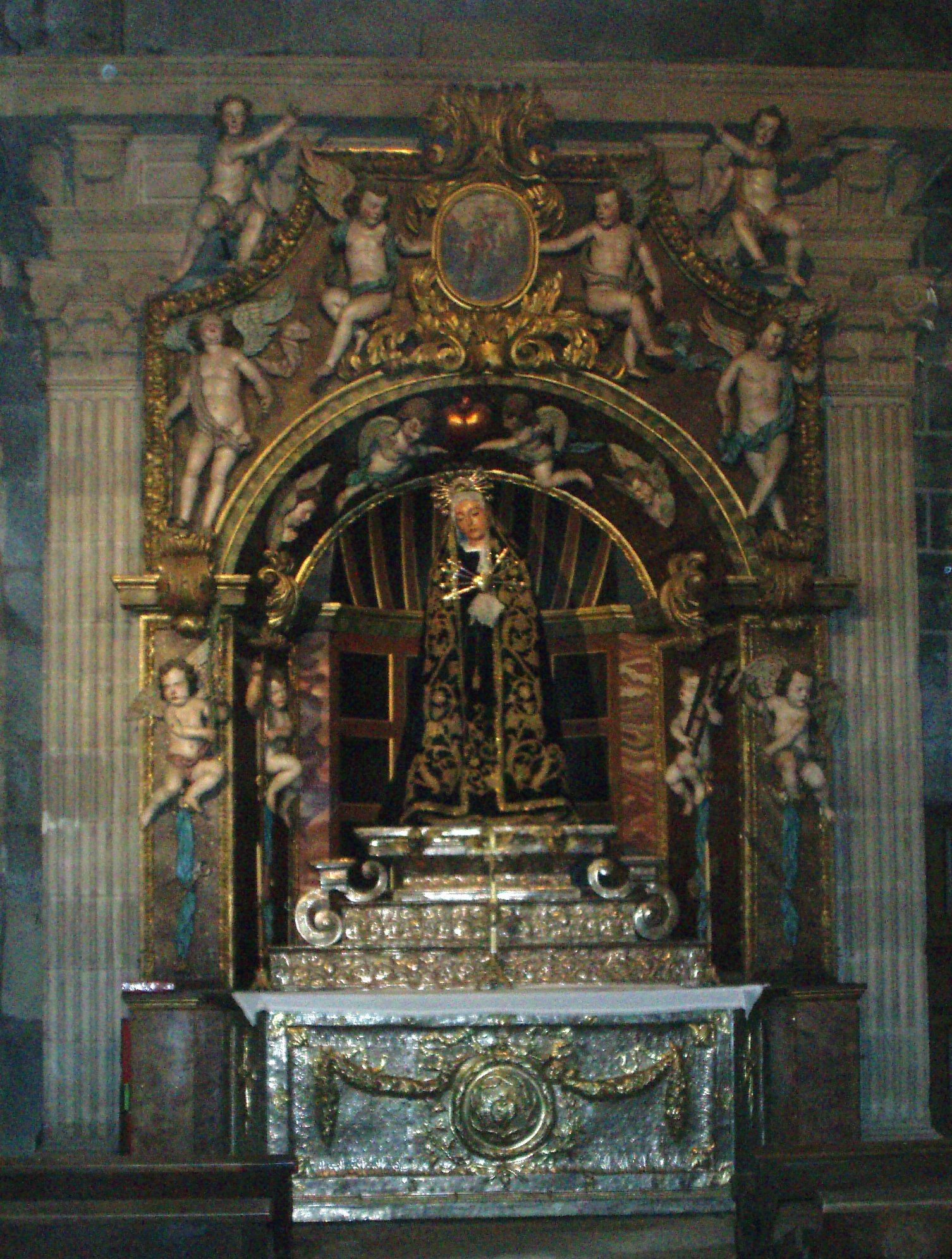
Imatge de la «Virgen de la Soledad» (1666)

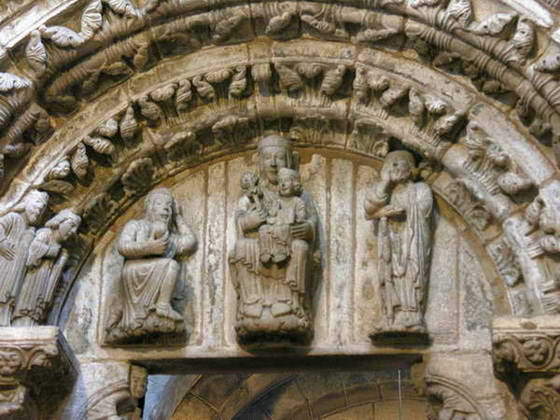
Timpà de la porta de la capella de la Corticela

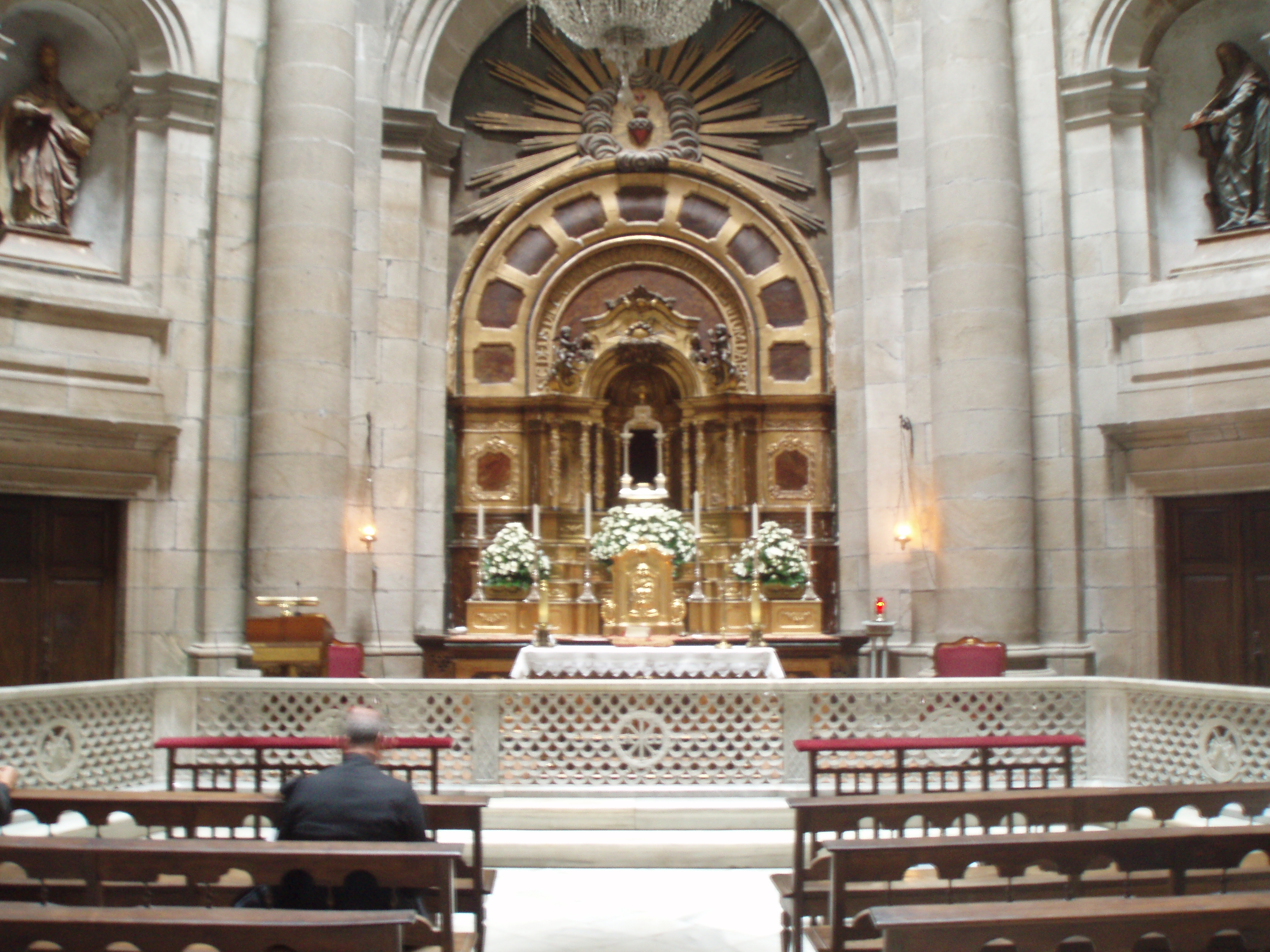
Capella de la Comunió

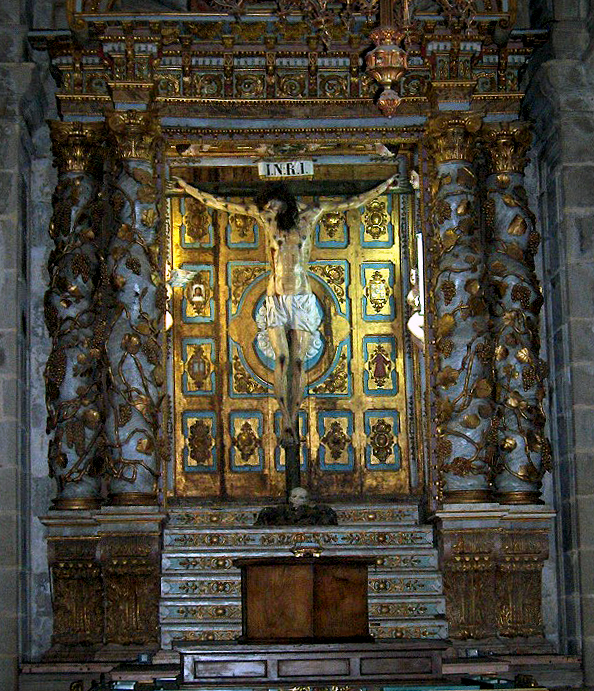
Crist de Burgos

La capella de l'Esperit Sant, es troba a prop de la porta d'entrada a la capella de la Corticela, al braç nord del creuer, va ser fundada a final del segle xiii, amb una dotació per a dotze clergues; al segle xv, l'arquebisbe Álvaro de Isorna els va donar el títol de «racioners de l'Esperit Sant» amb l'obligació, entre d'altres, de cantar cada tarda la Salve Regina a Nostra Senyora. Destaquen en aquesta capella els magnífics sepulcres dels segles xiii al xvi. Va ser ampliada al segle xiv i reformada després algunes vegades més.
La imatge de la «Virgen de la Soledad», realitzada el 1666, ha estat traslladada des del rerecor de la catedral fins aquesta capella per al seu culte. El mantell brodat és regal de l'arquebisbe i religiós caputxí, fra Rafael Vélez. La peanya, els àngels i les peces ornamentals són també peces donades, i el frontal d'argent va ser realitzat per Antonio Morales el 1747.

### Capella de la Corticela
La Corticela s'origina en un oratori dedicat a Santa Maria anomenat de la Corticela que va ser enderrocat el segle ix. Es va reconstruir als segles xii i xiii. Va ser integrada al traçament de la catedral cap al segle xvii des d'on s'entra per un passadís del creuer nord.
La porta romànica consta de diverses arquivoltes amb columnes i capitells decorats amb motius vegetals i zoomorfs, al timpà es representa l'Adoració dels Mags. La planta consta de tres naus separades per arcs de mig punt amb columnes de capitells també decorats amb motius vegetals. A l'absis de la capçalera té un finestral amb decoració escacada. A la nau lateral dreta hi ha la sepultura del cardenal Gonzalo Eans, amb la figura jacent instal·lada sota un arc ogival de motllura decorada de puntes de diamant.

### Capella de la Comunió
Anomenada també del Sagrat Cor, es troba a la nau del costat de l'Evangeli, en el mur de l'entrada hi ha la imatge d'alabastre de la Verge del Perdó. Aquesta capella va ser fundada per Lope de Mendoza l'any 1451 per a la seva sepultura. Al segle xviii va patir reformes sota el manament de l'arquebisbe Benito Rajoy. L'arquitecte Miguel Ferro Caaveiro va transformar bona part de la capella a l'estil neoclàssic amb una cúpula sobre vuit columnes d'ordre jònic. El retaule és de Francisco de Lens i conté quatre imatges de doctors de l'Església que les van realitzar Gregorio Español procedent d'Astorga i Juan Dávila d'ascendència castellana, que també van executar el cadiratge del cor de la catedral entre 1599 i 1608 i que actualment es conserva al monestir de San Martín Pinario. El sepulcre de l'arquebisbe Benito Rajoy és a la dreta de la capella i a la part esquerra hi ha el de l'arquebisbe Lope de Mendoza.

### Capella del Crist de Burgos
La capella del Crist de Burgos deu el seu nom a la imatge d'un Crist tallat en fusta a Burgos el 1754 d'autor anònim. Va ser fundada per l'arquebisbe Pere Carrillo i Acuña com a capella funerària. Conté una escultura de carillo en actitud orant a la part esquerra de la capella. Va ser construïda per Melchor Velasco i Agüero el 1665 amb planta de creu grega i una cúpula de cassetons, té dos altars laterals d'estil barroc executats per Melchor de Prado. A l'altar de la dreta es representa l'escena evangèlica de Maria Salomé intercedint davant de Crist pels seus fills Jaume i Joan. A l'altar esquerre s'hi mostra l'escena del plor de sant Pere després de negar Jesús.

### Capella de les Relíquies
Aquesta capella va ser construïda entre 1520 i 1535 per encàrrec de l'arquebisbe Alonso de Fonseca i Ulloa a l'arquitecte Juan de Álava (deixeble de Juan Gil de Hontañón) i la va realitzar amb una coberta de volta de creueria. Conté una important col·lecció de relíquies que es va començar a l'edat mitjana pels diferents bisbes de la catedral. Els reliquiaris estan col·locats en un retaule neogòtic de 1924 dissenyat per Rafael de la Torre sobre un d'anterior de Bernardo de Cabrera i Gregorio Español de l'any 1630. Va ser mig destrossat per un foc el 1921 encara que no van sofrir dany els reliquiaris ni les relíquies.
En aquesta capella hi ha diverses sepultures reials que van ser traslladades el 1535 des de la capella de Santa Caterina on eren abans. Un segle més tard es van construir uns arcosolis als murs de la capella on van ser col·locats els sepulcres.
- Ferran II de Lleó.[60]
- Berenguera de Barcelona.[61]
- Alfons IX de Lleó.[62]
- Ramon de Borgonya.[63]
- Juana de Castro, segona esposa de Pere I de Castella.[59]

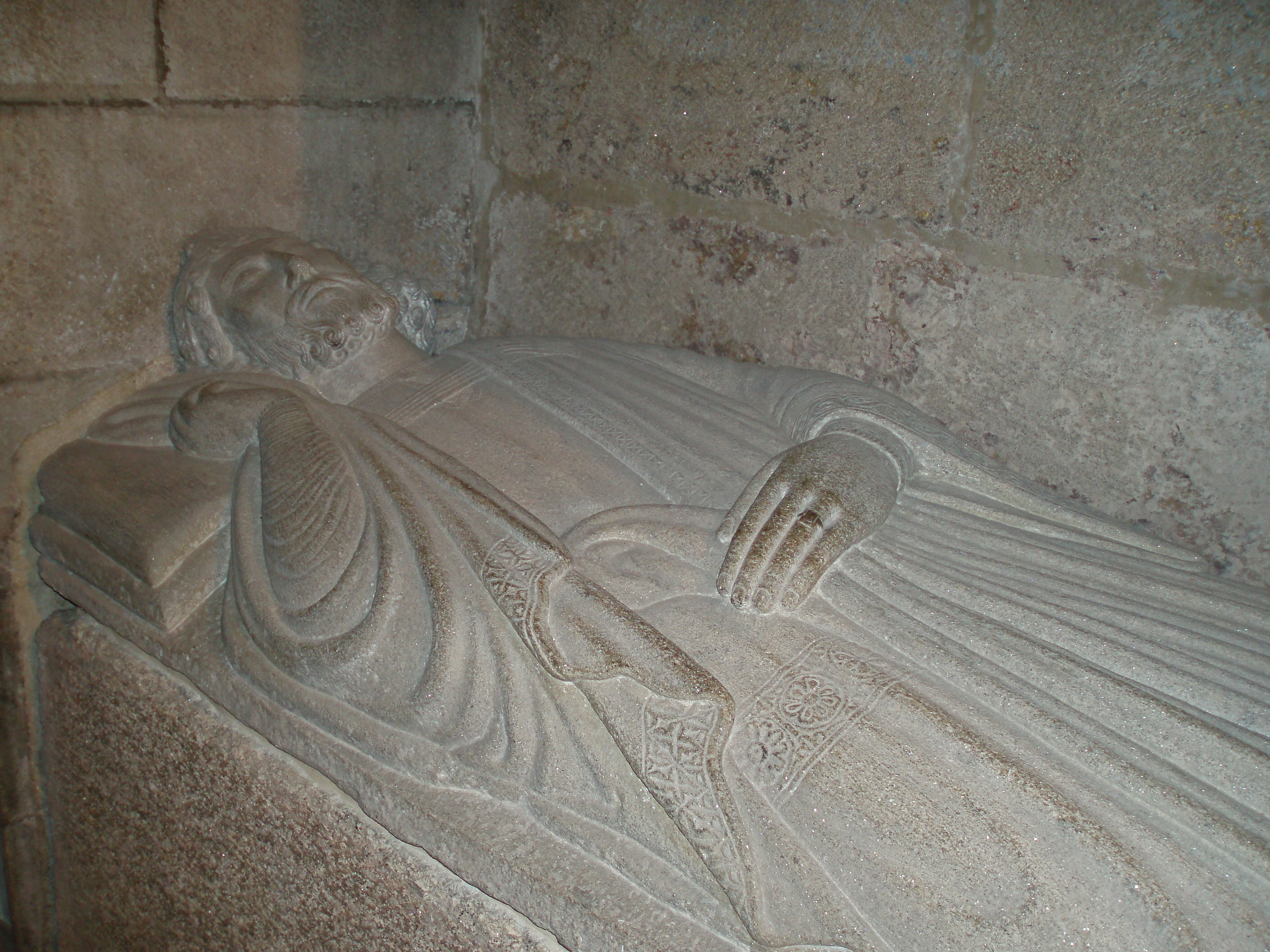
Sepulcre de Ferran II de Lleó
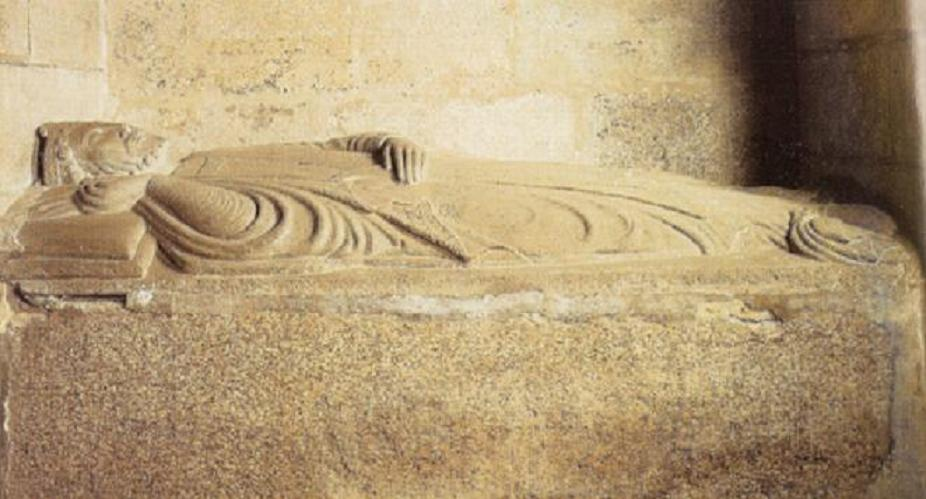
Sepulcre de Alfons IX de Lleó
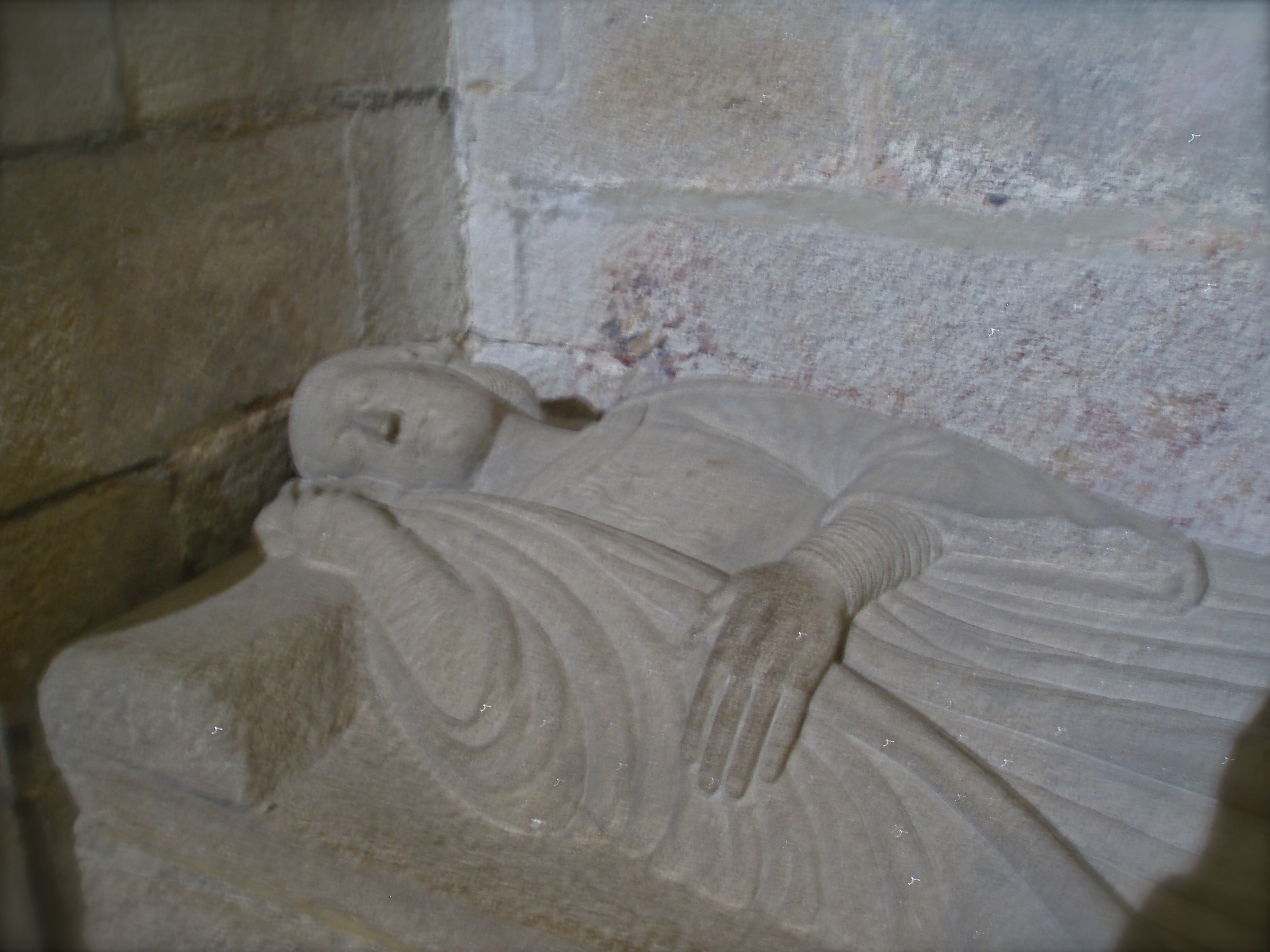
Sepulcre de Ramon de Borgonya
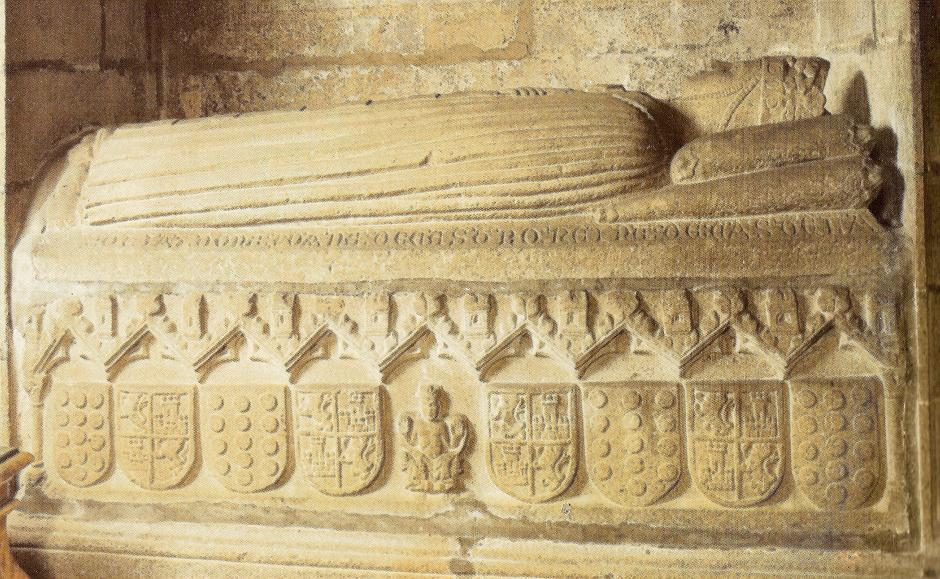
Sepulcre de Juana de Castro

## Tresor catedralici
Al costat de la capella de les Relíquies es troba una capella gòtica que conté d'altres tresors catedralicis entre els quals destaca la custòdia processional realitzada el 1544 per l'orfebre Antonio de Arfe, mesura metre i mig d'alçada i té quatre pisos formats per columnes d'estil plateresc amb gran quantitat de figures dels apòstols i un Crist ressuscitat així com a la peanya s'hi troben gravades escenes de la vida de l'apòstol Jaume. A més a més, es mostren d'altres creus pertanyents a diversos arquebisbes i de diferents èpoques, imatges d'argent dels segles xvi i xvii; crucifixos d'ivori així com una Verge també d'aquest material del segle xvi.

## Claustre i arxiu

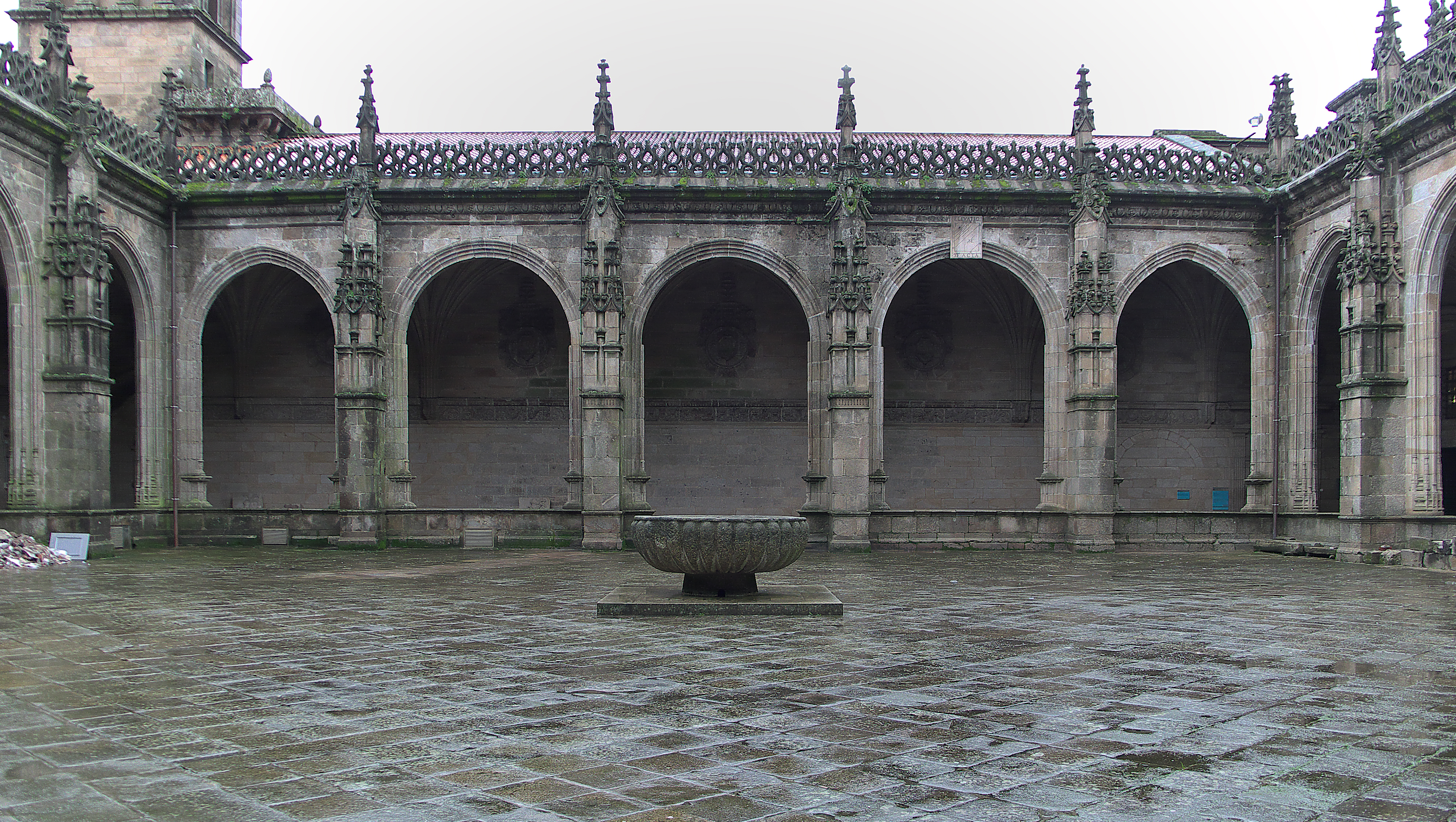
Claustre de la catedral amb la Fons Mirábilis

El claustre té una planta quadrada de trenta-quatre metres per costat, va ser construït a la primeria del segle xvi segons els plànols dels arquitectes Juan de Álava i Juan Gil de Hontañón. Hi van intervenir diversos mestres a la construcció des del començament el 1521 fins a l'acabament el 1590. És d'estil gòtic-renaixentista de l'escola castellana i es corona amb una balustrada calada amb pinacles. Com és normal en els antics claustres hi ha sepultures de personatges relacionats amb la catedral. Al costat nord hi ha la capella d'Alba fundada el 1530 que guarda a l'interior un retaule amb la Transfiguració del Senyor, obra datada del segle xviii. En un angle del claustre es conserven les campanes originals de la torre Berenguela.
S'accedeix des del claustre a la Sala Capitular edificada per Lucas Ferro Caaveiro i a la Biblioteca on es conserven manuscrits com el Codex Calixtinus del Líber Sancti Iacobi, entre molts d'altres llibres i documents que fan referència a la catedral i a la història de Galícia des de l'edat mitjana fins als nostres dies. Al mes de juliol de 2011, el Codex Calixtinus va ser robat de l'arxiu de la catedral.

### Tapissos
La col·lecció de tapissos s'exposa a cinc sales. Una sala és dedicada als dotze tapissos de Francisco de Goya que van ser llegats a la catedral el 1814 per Pedro Acuña i Malvar. La Reial Fàbrica de Tapissos de santa Bàrbara va realitzar aquests tapissos per encàrrec del rei Carles III per als Reales Sitios d'El Pardo entre els anys 1776 i 1780. A les altres sales es mostren diferents tapissos de David Teniers, Mariano Salvador Maella Pérez, Ramón Bayeu i Peter Paul Rubens.

## Botafumeiro

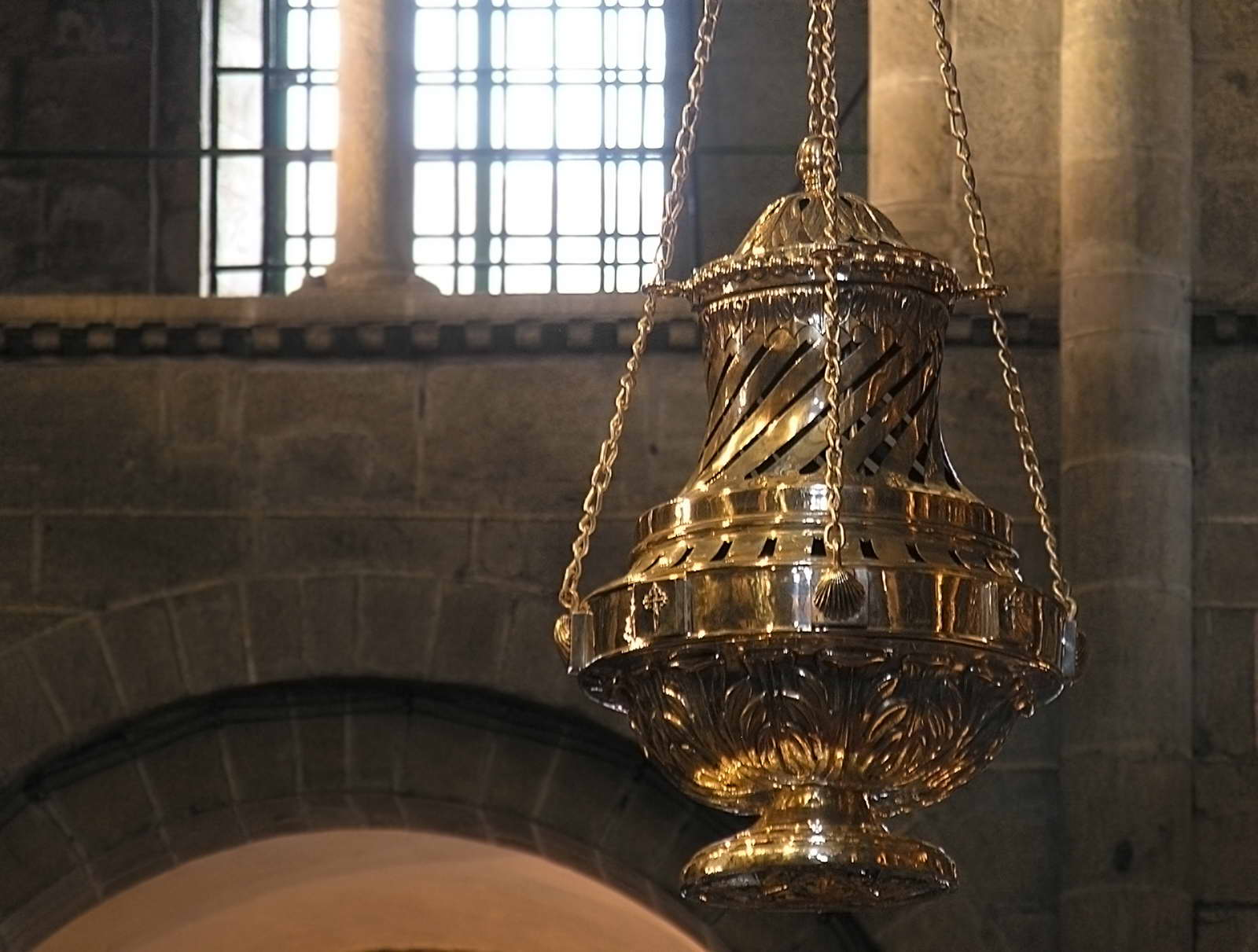
Botafumeiro

El botafumeiro és un immens encenser de llautó banyat en argent, que pesa 62 kg. Està buit i mesura 1,60 m d'alçada. El botafumeiro anterior pesava 60 kg, però el 2006 s'hi va afegir un bany d'argent que n'ha augmentat el pes fins als actuals 62 kg. La corda que el suspèn, lligada al creuer de la catedral, és ara d'un material sintètic, que mesura 65 metres, és de 5 cm de diàmetre i pesa 90 kg. Anteriorment les cordes eren fetes de cànem o espart. El botafumeiro s'omple primer amb uns 40 kg de carbó i encens, que supera els cent kg al principi dels seus moviments. Després es lliga amb forts nusos a una llarga corda que va al sostre de l'edifici, al creuer, i es desplaça mitjançant un mecanisme de politges per la nau de l'església. Per aconseguir-ho, un grup de vuit homes, anomenats tiraboleiros, empenyen primer per posar-ho en moviment, i després estiren un cap de la corda, per anar aconseguint velocitat. El moviment del botafumeiro pot arribar a 68 km/h en el seu desplaçament pel creuer de la catedral, des de la porta de l'Azabachería a la porta de les Platerías, descrivint un arc de 65 metres i una altura màxima de 21 metres (un angle de 82°). Per arribar a aquesta altura màxima es necessiten 17 recorreguts complets.

La tradició diu que l'ús del botafumeiro o encenser a la catedral de Santiago va començar al segle xi, i va ser pensat per perfumar el temple i treure la mala olor que deixaven els pelegrins, cansats, bruts i molts d'ells malalts. L'any 1200 es va modificar el sistema inicial de politges per un sistema de rodolaments que permetia el desplaçament lateral, amb el qual el botafumeiro podia recórrer uns 150 cm, que era la distància que permetia la corda. El rei Lluís XI de França el 1400 va donar a la catedral una suma de diners per reemplaçar l'encenser medieval, que no va tenir lloc fins al 1554. El mecanisme del rodolament actual del botafumeiro es va instal·lar el 1604. El nou botafumeiro va ser realitzat completament en argent, robant-lo les tropes de Napoleó a l'abril del 1809. Reemplaçat per l'actual que va ser creat per l'orfebre José Losada el 1851. Una prova de la importància simbòlica del botafumeiro és el disseny de les monedes de 5 pessetes amb un gravat de l'encenser compostel·là, l'any 1993.